# Militarismo en España

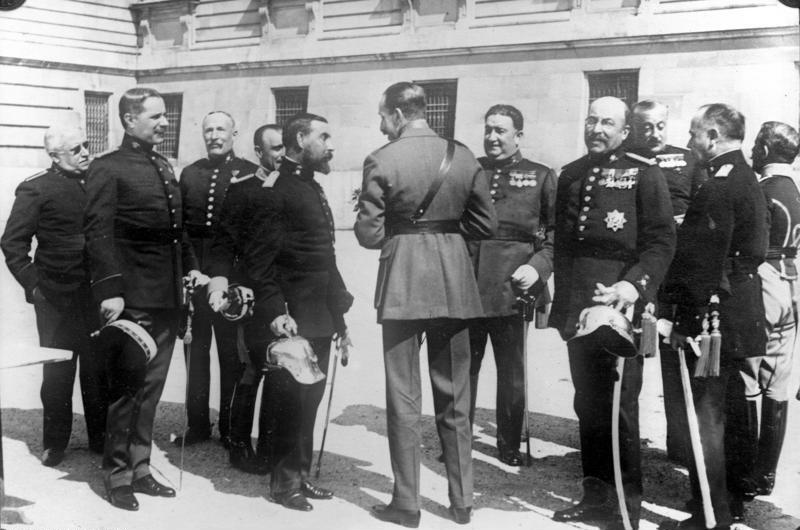
Alfonso XIII rodeado de generales del Directorio en el exterior del Palacio Real de Madrid, tras el golpe de Estado de Primo de Rivera de septiembre de 1923.

El militarismo en España es un tema clásico de la historiografía de la Edad Contemporánea en España. El militarismo español se expresó a través del pretorianismo o predominio de los militares en la vida política. Frente a la debilidad y sucesivos fracasos (denominados desastres) de la presencia colonial exterior, la aplicación principal del ejército fueron las sangrientas guerras civiles y la represión política y social interna. Además de su papel como poder fáctico (o Estado dentro del Estado), el prestigio del llamado estamento militar le mantuvo como una parte de las clases dominantes, que incluso llegó a generar comportamientos que superaron el tradicional corporativismo para ser descritos como endogámicos o de casta.
Según el profesor Francisco Alía Miranda, de la Universidad de Castilla-La Mancha, la intervención del Ejército español en la vida política ha sido una constante en la Edad Contemporánea hasta los años 1980 del siglo XX. Esta ha revestido dos formas: unas veces ha actuado «como grupo de presión para influir en las decisiones del poder civil» convirtiéndose «en una espada de Damocles que lo atenazaba y amenazaba»; y en otras ha suplantado directamente al poder civil, «tras cambiar gobiernos y regímenes políticos a su antojo». Pocos meses después de la muerte del general Franco, cuya dictadura había durado casi cuarenta años, Jorge de Esteban y Luis López Guerra constataban que «desde 1814, fecha en que el general Elío aseguró a Fernando VII el apoyo militar necesario para echar abajo la obra liberal de las Cortes de Cádiz, el Ejército español se ha configurado como participante activo y última ratio en la vida política».

## SigloXVIII

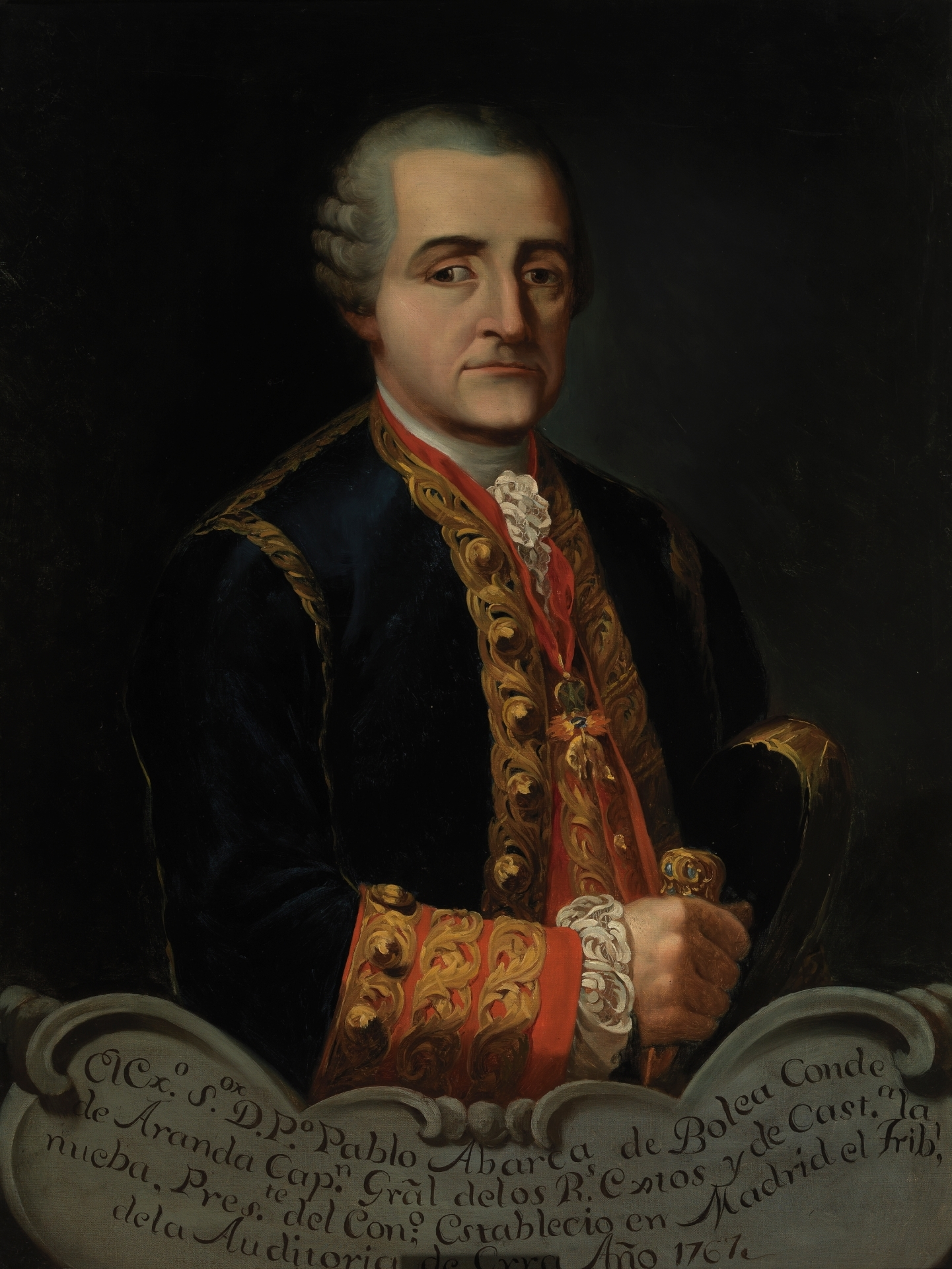
Conde de Aranda.

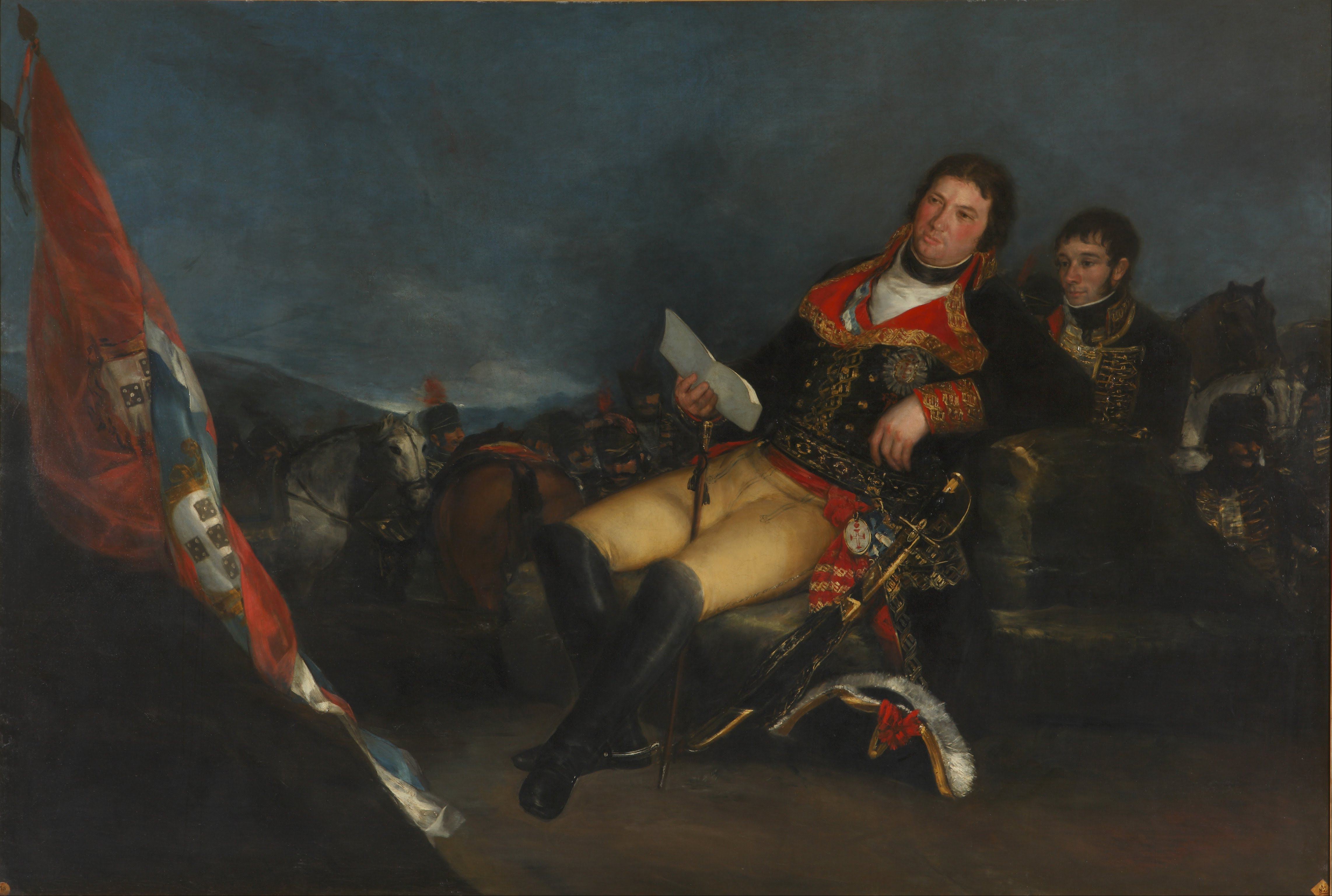
Manuel Godoy, por Goya, 1801.

Aunque la existencia de militares en España es tan antigua como la propia historia de España, y la de un ejército moderno (permanente y profesional, basado en las armas de fuego) que superara las huestes feudales se remonta a la Guerra de Granada y a los tercios viejos (finales del siglo XV); el concepto de militarismo se restringe a los periodos posteriores al proceso por el que el estamento militar español comienza a formarse como tal, cosa que no sucede hasta el siglo XVIII.
El momento decisivo fue el ascenso al poder del llamado partido aragonés del conde de Aranda, que en 1766 había sustituido (basando precisamente su fuerza en el control del ejército) al equipo ministerial representado por el marqués de Esquilache, caído en desgracia como consecuencia del motín homónimo. Para esa época se ha señalado la presencia en la corte de grupos de presión definidos como togas -letrados-, mitras -obispos- y corbatas -militares-.
Las Reales Ordenanzas de Carlos III (1768) dieron consistencia al nuevo concepto de ejército español, basado en el reclutamiento de quintas y en una oficialidad cada vez más profesionalizada, especialmente en algunos cuerpos cuya formación técnica era muy sofisticada (marina -Academia de Guardias Marinas de Cádiz, desde 1717-, artillería -Academia de Artillería de Segovia, desde 1764-). No obstante, todavía seguía estando sujeto a criterios estamentales inevitablemente ligados a la sociedad propia del Antiguo Régimen, que entendía la función militar como un privilegio de la nobleza.
Manuel Godoy es un caso evidente de ascenso político de un personaje de origen militar, aunque la causa no era su carrera profesional, sino otros peculiares méritos que le acercaron a la reina y posteriormente al rey Carlos IV. Ennoblecido con toda clase de títulos, entre ellos usó el de Generalísimo.

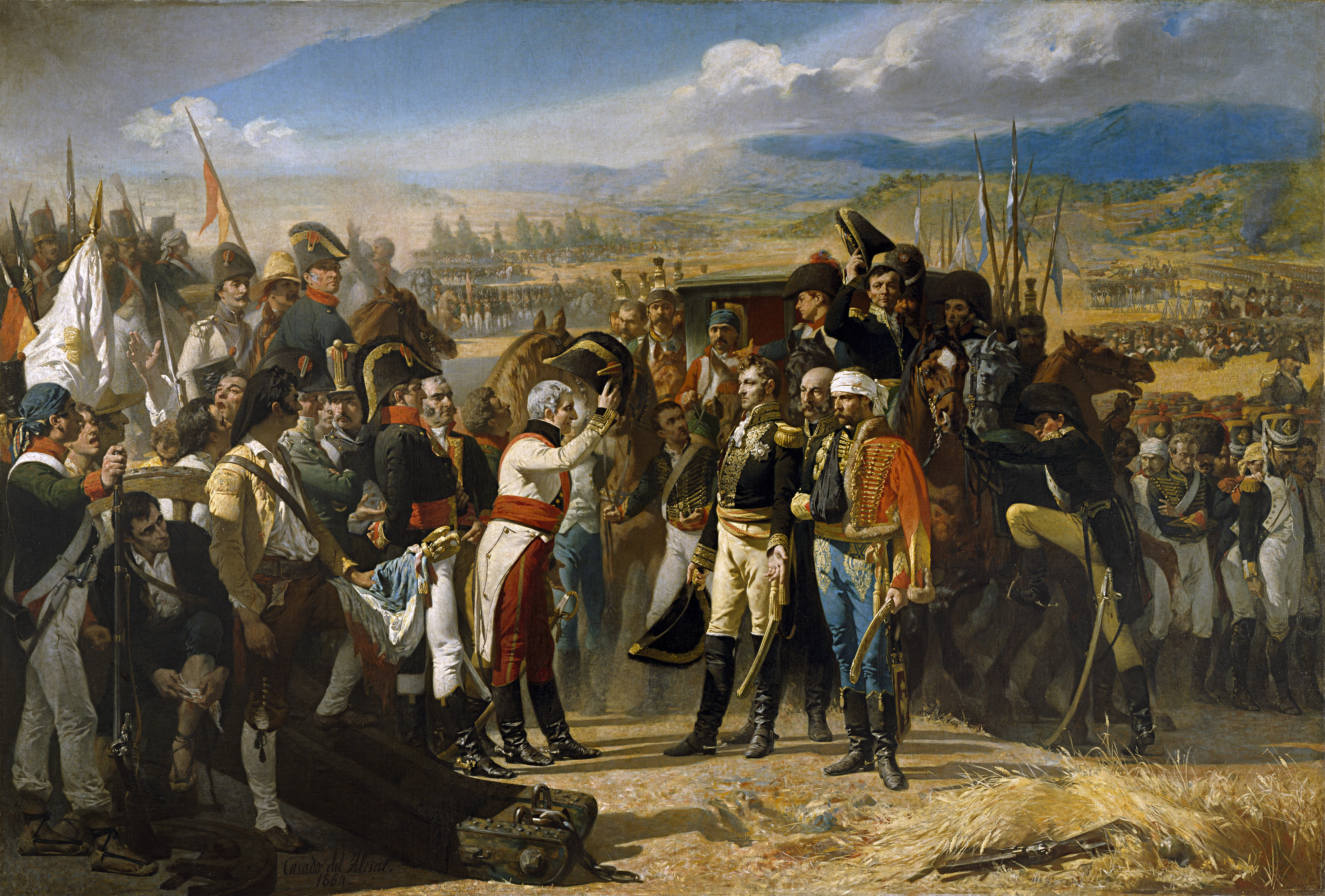
La Rendición de Bailén, de Casado del Alisal, 1864 (el hecho representado es de 1808).

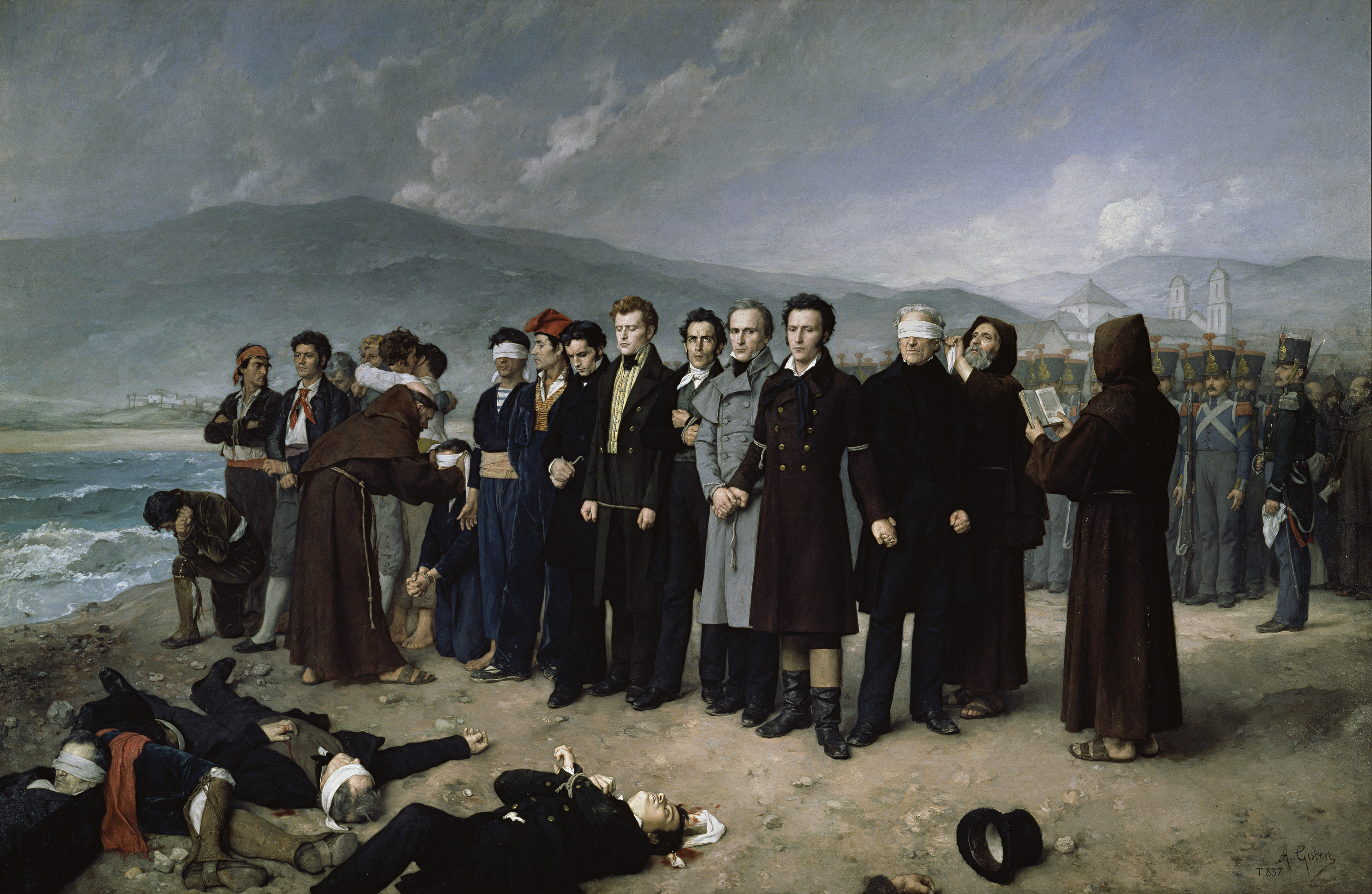
Fusilamiento de Torrijos y sus compañeros en las playas de Málaga, de Antonio Gisbert, 1888 (el hecho representado es de 1831).

## SigloXIX
A lo largo del siglo XIX el protagonismo de los militares fue constante hasta tal punto de que todos los cambios de régimen que hubo durante ese tiempo fueron obra de una intervención militar, excepto en el caso de la Primera República Española (1873-1874). Entre 1814 y 1886 se registraron nada menos que 26 pronunciamientos militares.

### Guerra de la Independencia y reinado de Fernando VII
De forma mucho más evidente, el predominio de los militares en la vida política y social española fue masivo a partir de la Guerra de Independencia Española (1808-1814) que significó el final de las relaciones sociales tradicionales que imponían a los hijos segundones de la nobleza entrar en el clero. Fue un hecho muy significativo que muchos clérigos tomaran las armas (colgando o no los hábitos). Las posteriores alternativas políticas del reinado de Fernando VII (1814-1833) tuvieron mucho que ver con su desconfianza al estamento militar, mayoritariamente liberal y que comenzó a protagonizar los primeros pronunciamientos militares (Porlier, Lacy, Milans del Bosch, Espoz y Mina, Riego -el más importante de todos, el de 1820 en Cabezas de San Juan-, Torrijos) que a partir de entonces caracterizarían la historia española durante más de un siglo, hasta 1936.

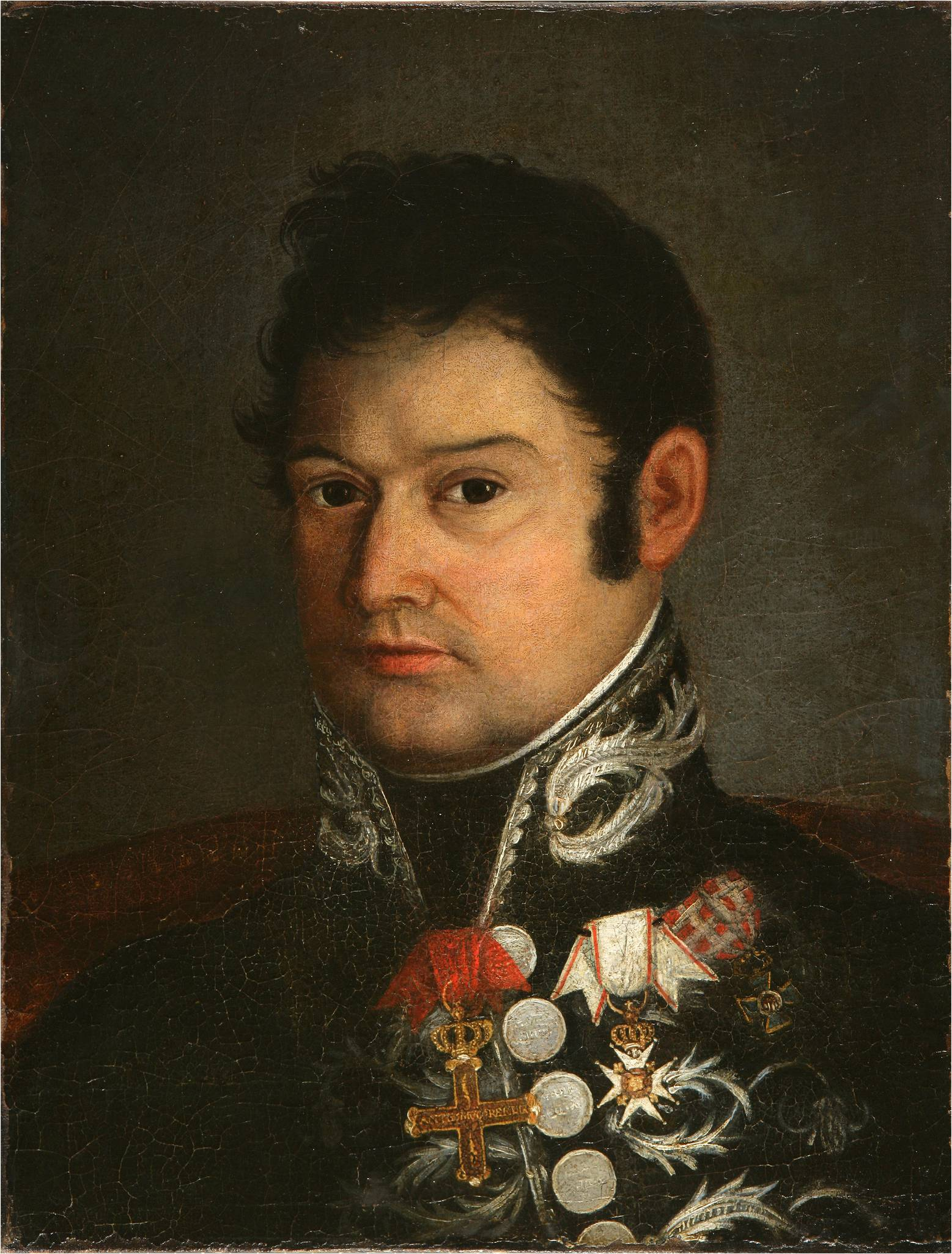
Espoz y Mina.
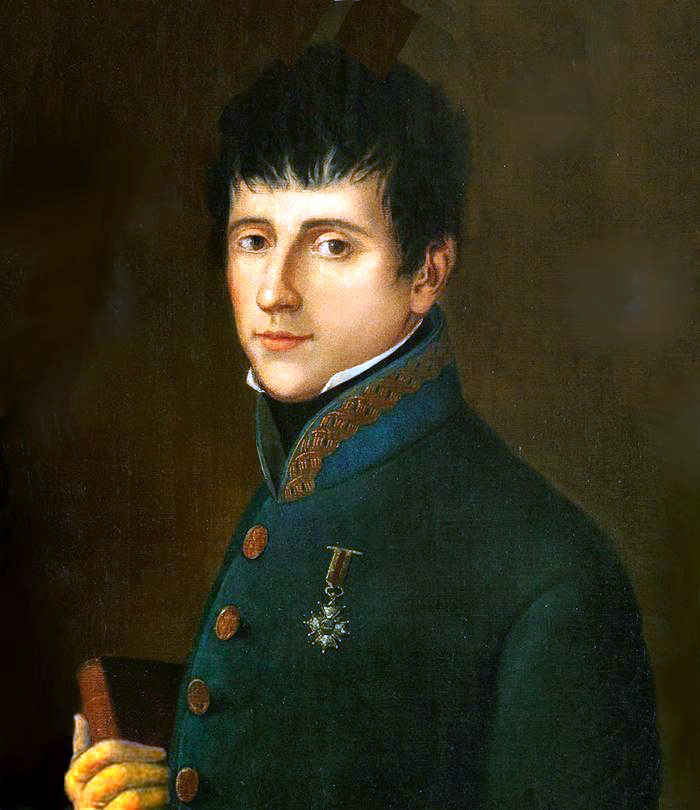
Riego.
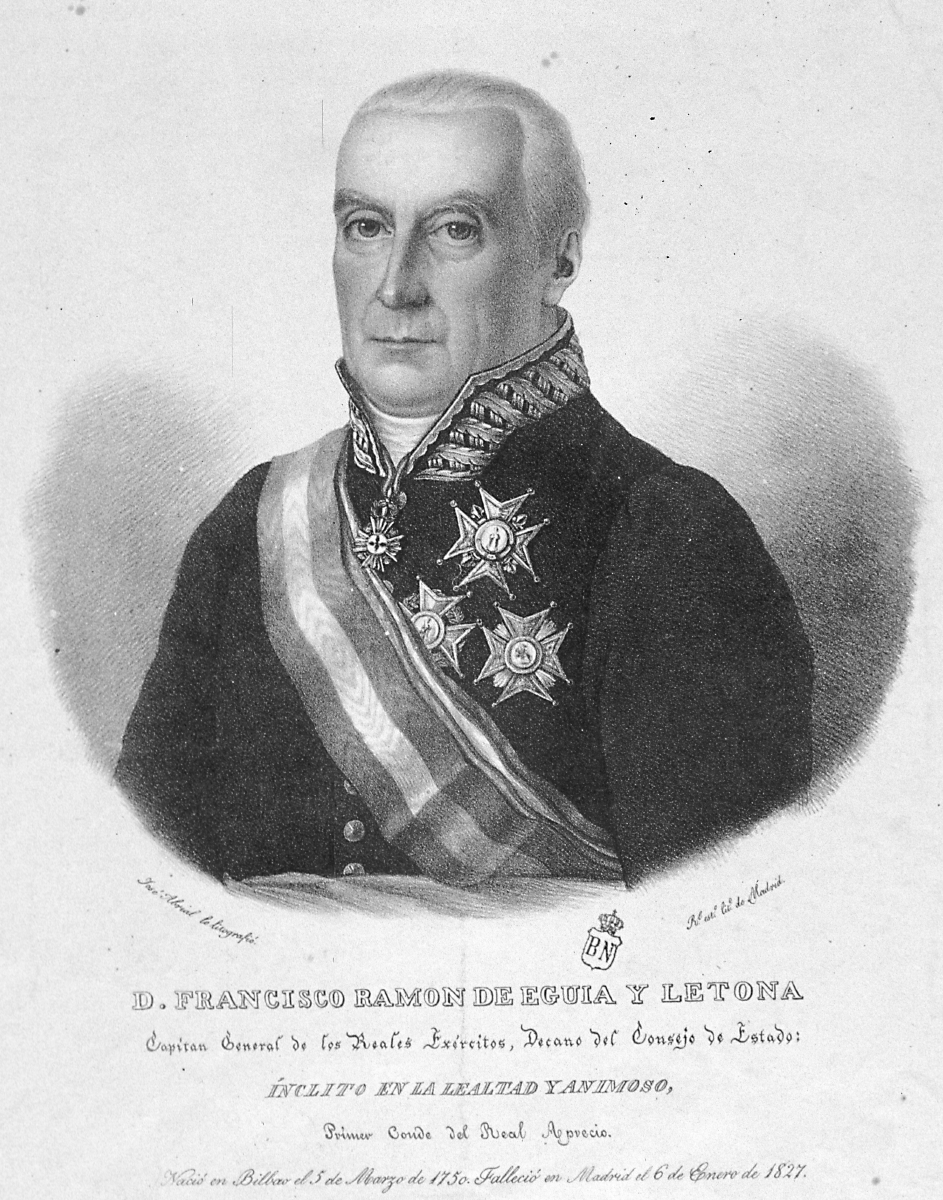
Francisco de Eguía, militar de orientación absolutista.

### Reinado de Isabel II

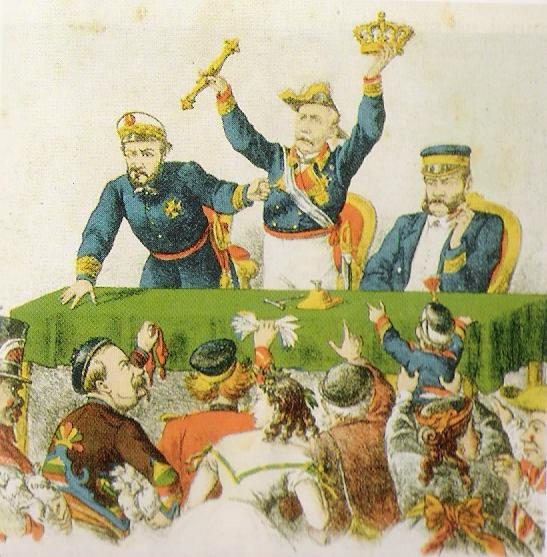
Prim, Serrano y Topete subastan la corona de España en un dibujo satírico de La Flaca, 1869.

El reinado de Isabel II se caracterizó, desde su mismo inicio junto a la guerra carlista, por el predominio de los llamados espadones, militares a los que las distintas facciones liberales confiaban su llegada al poder, no mediante las elecciones, sino mediante los pronunciamientos. En concreto el grupo cercano al espadón progresista, el general Espartero, eran llamados los ayacuchos, por haber participado en las campañas militares de las guerras de independencia hispanoamericana. El general Narváez actuó como principal espadón del moderantismo, mientras que el general O'Donnell intentó la formación de un partido de Unión Liberal. El despliegue de la Guardia Civil (Duque de Ahumada, 1844) significó el triunfo de la versión burguesa-conservadora de la milicia como garante del orden público frente a la versión burguesa-revolucionaria de la milicia nacional. En el bando carlista, el protagonismo de los militares también fue muy fuerte (Zumalacárregui, Maroto).
Un ejemplo de la identificación del Ejército con la patria se encuentra en el periódico El Archivo Militar, órgano del sector antiesparterista, en el que tras denunciar a los políticos por su tendencia a convertir a España en «un mosaico político», proclama en 1841 que «la patria, o si lo preferís, la parte más pura de la patria somos nosotros [los militares]».

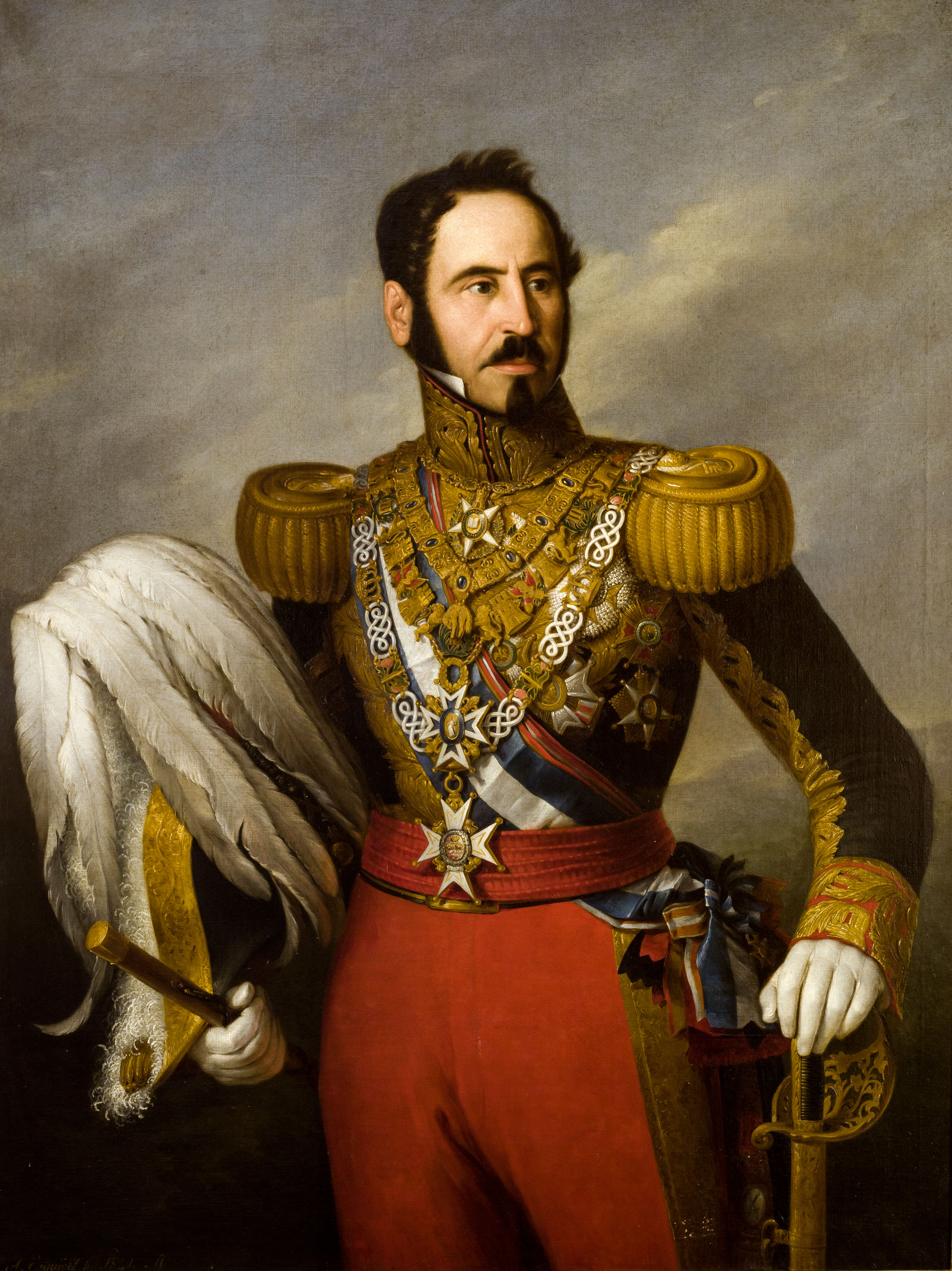
Espartero.
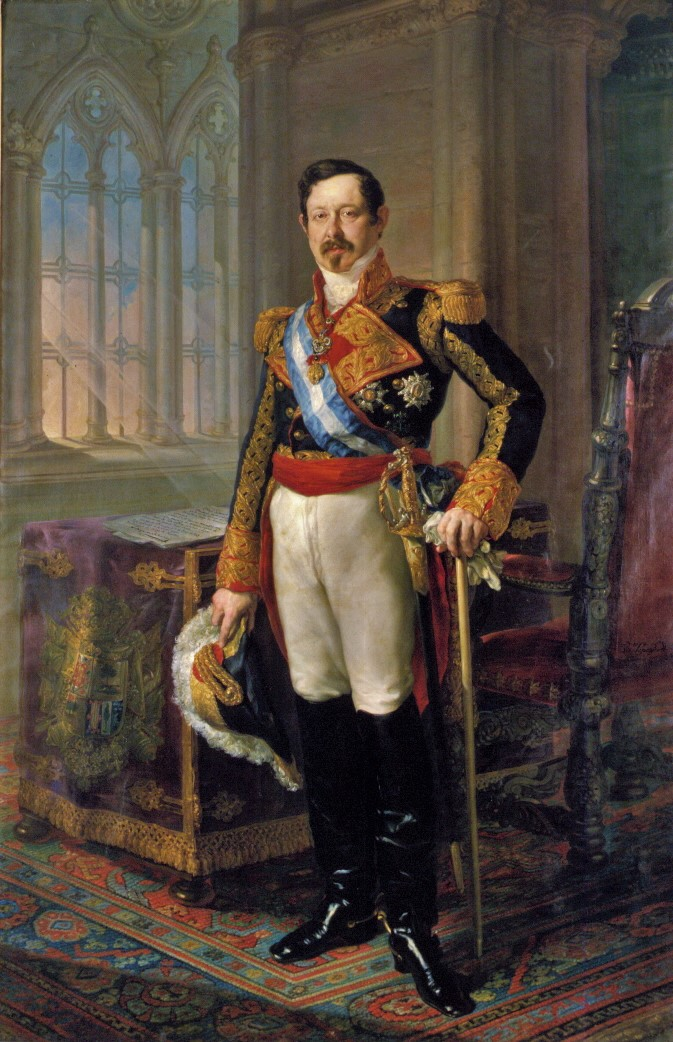
Narváez.
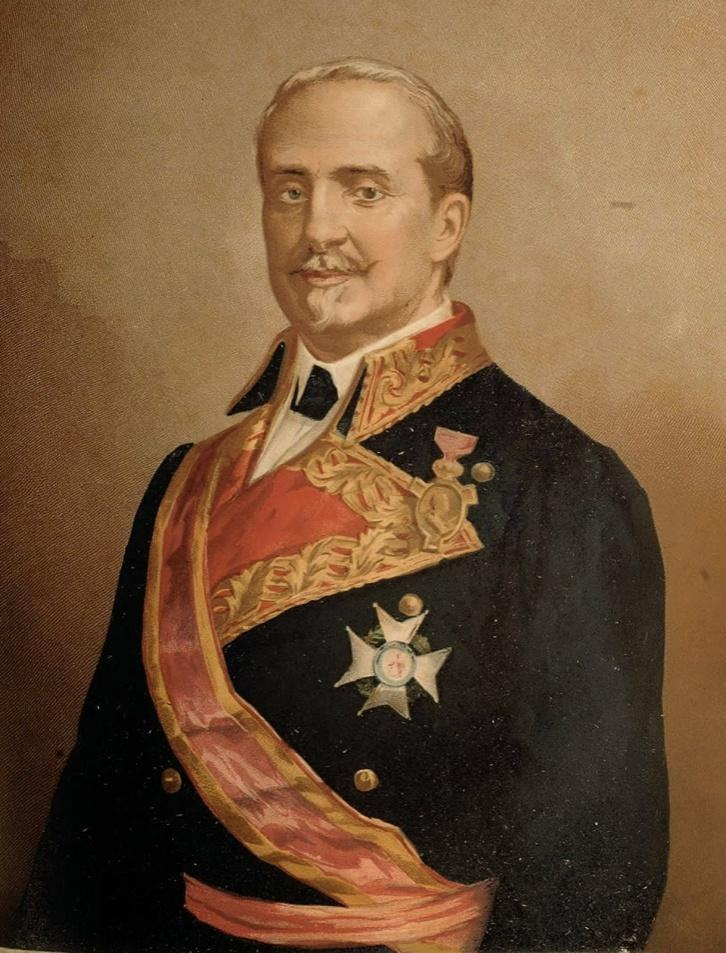
O'Donnell.
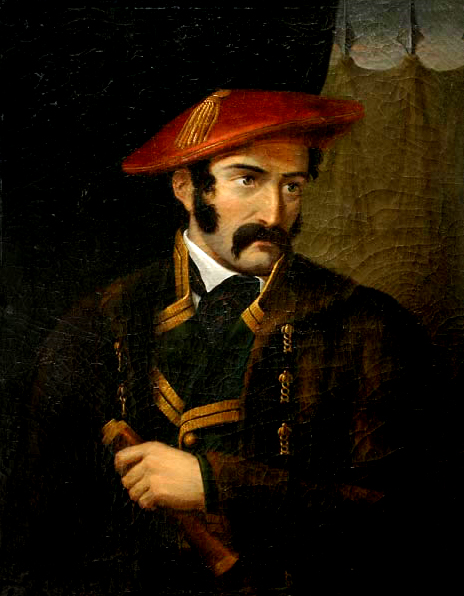
Zumalacárregui.

### Sexenio revolucionario
La revolución de 1868 fue protagonizada por un triunvirato militar: el general Prim, el general Serrano y el almirante Topete; y aunque el sexenio revolucionario fue un intento de vida política con predominio civil (desde el asesinato de Prim), la gravitación de los militares sobre ella fue ineludible a partir del momento en que la Primera República Española tuvo que confiar en los hasta entonces postergados militares monárquicos (alfonsinos) para la represión de la revolución cantonal. A partir de este periodo, el predominio ideológico en el ejército, hasta entonces progresista, pasa a ser conservador. También por entonces comenzó a conformarse como una opción ideológica el antimilitarismo, que previamente se manifestaba en el rechazo al sistema de quintas, pero que a partir de la difusión del movimiento obrero en España comenzará a contar con organización y expresiones teóricas conscientes que se difunden por amplias capas de la población.
El golpe de Estado del general Pavía (3 de enero de 1874) abrió un periodo de gobierno personal de Serrano (denominado habitualmente dictadura de Serrano), durante el que los intentos de Cánovas por conseguir la vuelta de la monarquía por procedimientos civiles se vieron frustrados por los propios militares alfonsinos, con el pronunciamiento de Martínez Campos en Sagunto (29 de diciembre de 1874).

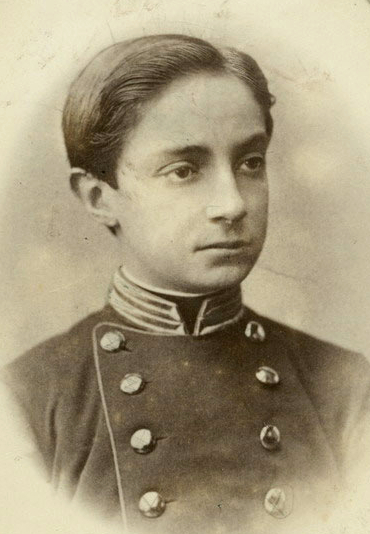
El príncipe Alfonso, de militar, hacia 1870.
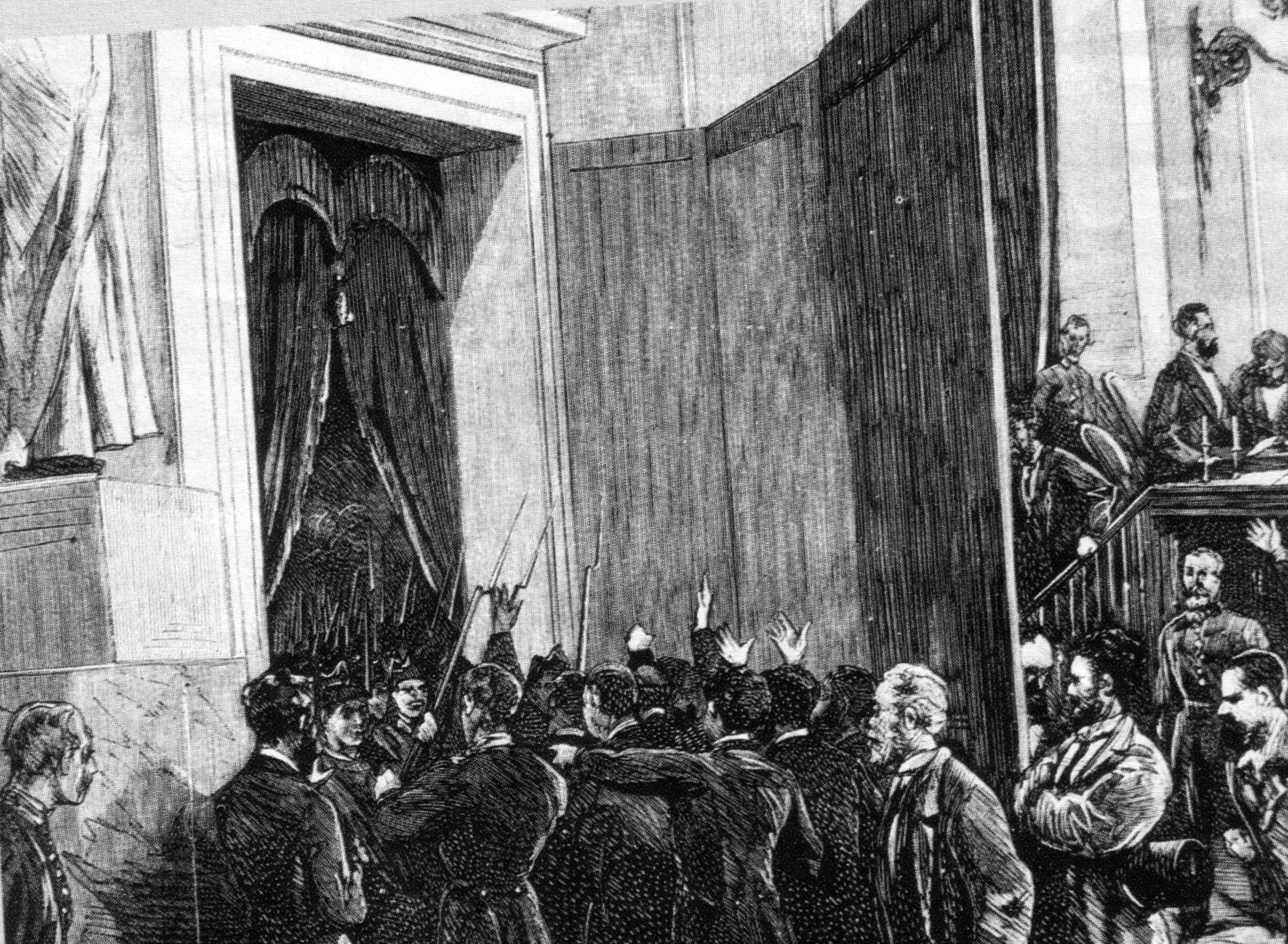
Grabado que representa una versión de la entrada de las tropas de Pavía en el Congreso (3 de enero de 1874).
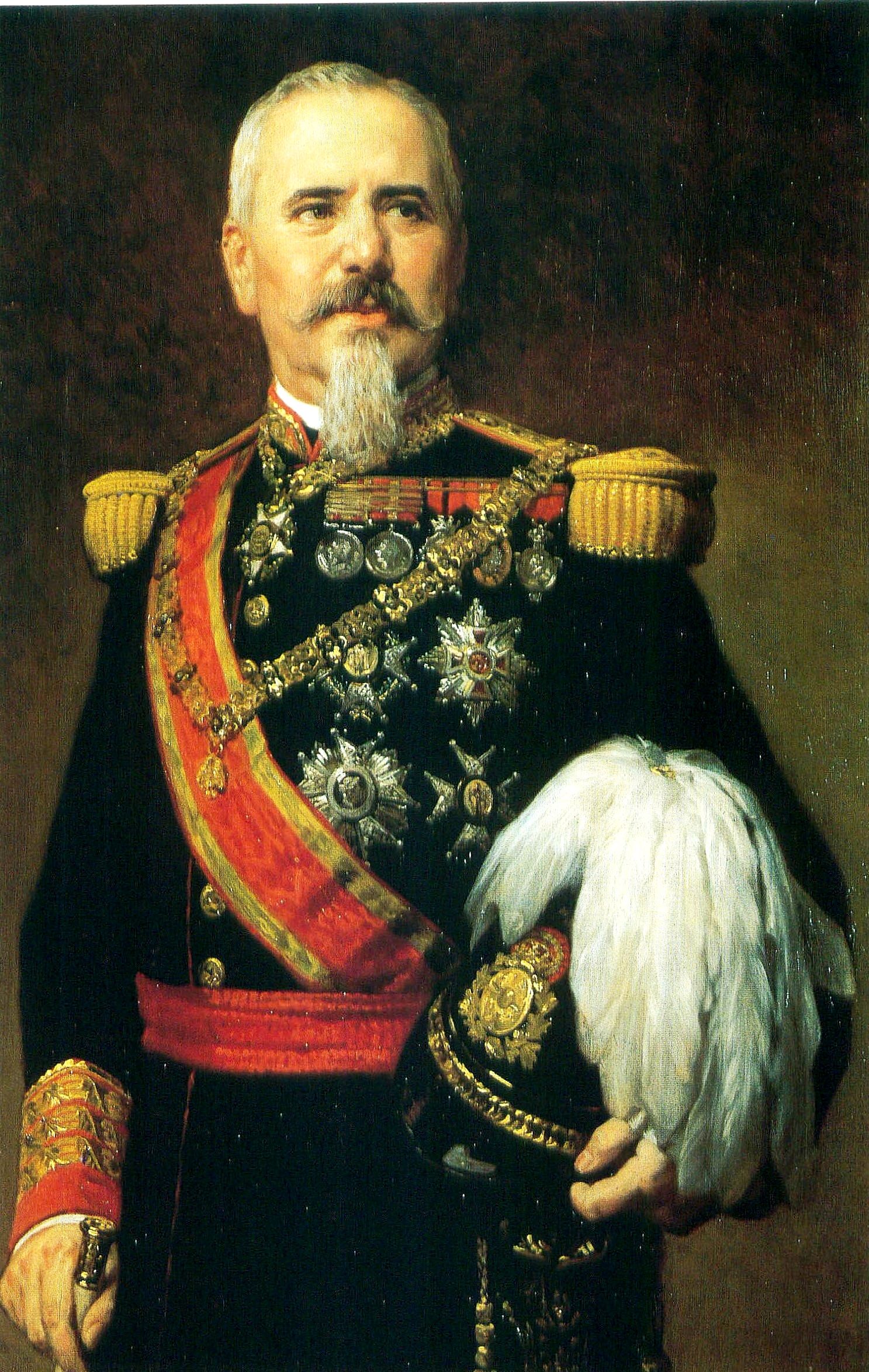
Martínez Campos.

### Restauración
El periodo de la Restauración, a pesar de caracterizarse por el turnismo pacífico entre partidos dirigidos por civiles, no ocultaba el papel de los militares, especialmente por su especial cercanía a la figura del rey, que se presenta explícitamente como un rey soldado (a partir de que el exiliado príncipe Alfonso -Alfonso XII- recibiera formación militar en la academia de Sandhurst).
La fidelidad dinástica y la ideología conservadora dominante en las filas del ejército condenó al fracaso a los intentos de sublevación de orientación republicana (general Villacampa, 1886).
Antonio Cánovas del Castillo, el creador del régimen político de la Restauración, se propuso alejar de la vida política a los militares pero no sólo no lo consiguió sino que tal vez sin pretenderlo favoreció la conversión del Ejército en un poder autónomo del Estado, además de incrementar el corporativismo en su seno al dejar en manos de los generales la definición de la política militar. Como ha señalado el profesor Francisco Alía Miranda, los planteamientos de Cánovas en política de defensa y en política militar «adolecieron de graves defectos y dieron lugar a que los militares, actuando corporativamente, se independizaran del poder civil y después aplicaran soluciones castrenses a la gobernación del Estado». Además «vinculó estrechamente al rey con los ejércitos, dando carácter institucional, en un sistema parlamentario, a usos propios del Antiguo Régimen». Por otro lado, con su política de incorporar al Ejército a los oficiales carlistas derrotados para buscar la reconciliación y la de excluir del mismo a los oficiales de ideas democráticas, «el Ejército de la Restauración se volvió, ideológicamente, fuertemente conservador».

### Desastre del 98

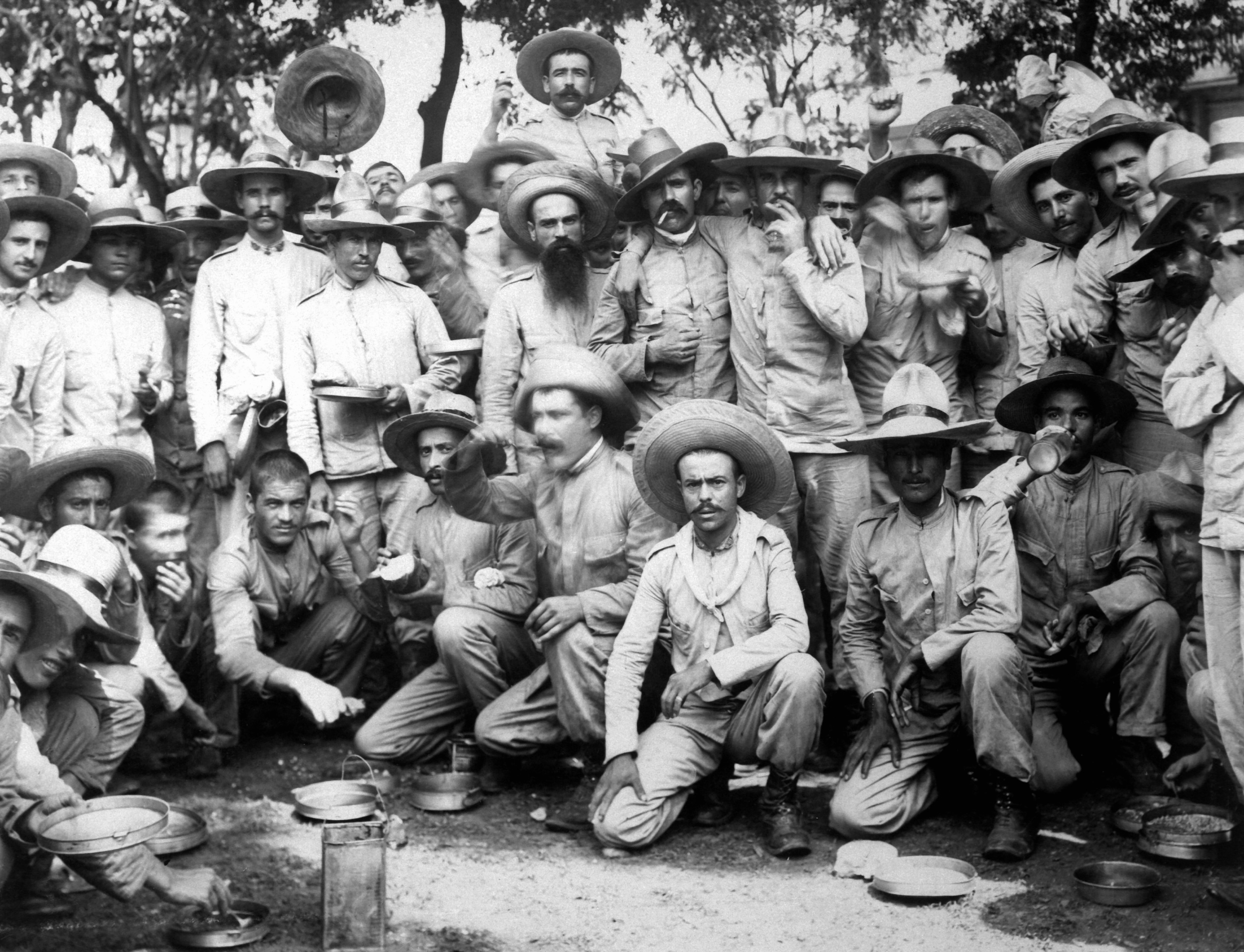
Soldados españoles hechos prisioneros en Filipinas durante la guerra hispano-norteamericana (1898).

El desastre de 1898 significó una ruptura trascendental para los militares españoles (la repatriación y desmovilización de las tropas coloniales redujo drásticamente los destinos a ocupar por un numerosísimo cuerpo de oficiales), y en el aspecto político abrió la crisis de la Restauración.
Los militares fueron el sector de la sociedad española más traumatizado por el "desastre del 98" a causa de la humillación que había supuesto la derrota y por los ataques de que fueron objeto en la calle y en la prensa, e incluso por parte de algunos políticos de los "partidos de turno" que responsabilizaban de lo ocurrido a los oficiales que habían dirigido la guerra, especialmente al general Valeriano Weyler. Esto no hizo sino acrecentar el rencor de los militares hacia los políticos del régimen de la Restauración, que se extendió al conjunto de la burguesía a la que representaban —a la que consideraban egoísta y poco patriótica—, también por la negativa a ampliar el presupuesto de guerra cuando los militares estaban convencidos de que para superar el "desastre del 98" se necesitaba un Ejército mejor dotado de armas y de equipamiento. Los militares también tuvieron que hacer frente al creciente antimilitarismo de sectores cada vez más amplios de la sociedad española.

## El reinado de Alfonso XIII

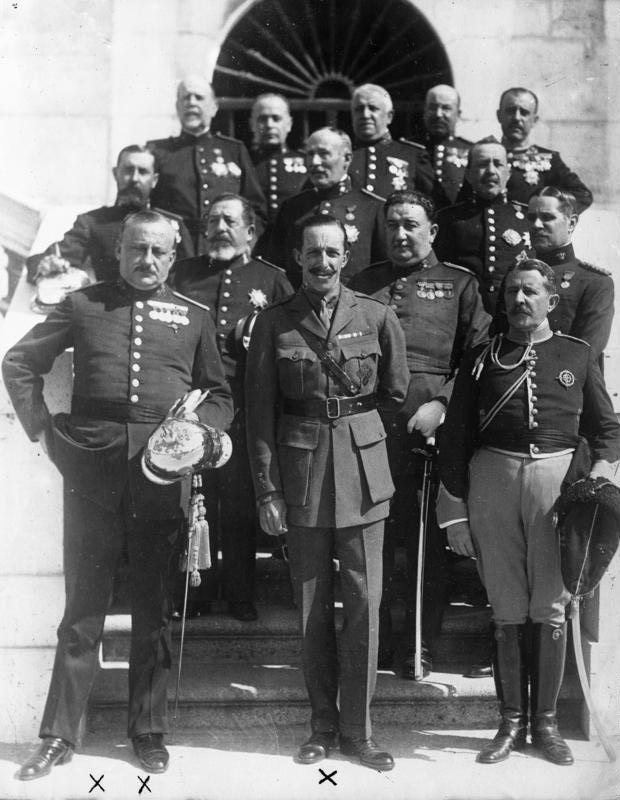
Alfonso XIII, con Miguel Primo de Rivera y otros militares, 1930.

Durante su reinado se hizo evidente la relación especial de Alfonso XIII con los militares y las cada vez más frecuentes intervenciones de estos en política interior: escándalo del Cu-cut -un periódico satírico catalanista, considerado ofensivo por el ejército-, a partir del cual se promulgó la ley de Jurisdicciones, que permitía el enjuiciamiento militar de tales expresiones; represión de la Semana Trágica de 1909 -cuyo inicio estuvo en las protestas antimilitaristas por la movilización de los reservistas-; Juntas de Defensa durante la crisis de 1917.

### La Guerra de Marruecos y sus consecuencias
La Guerra de Marruecos devolvió el protagonismo al Ejército, aunque la guerra tuvo un amplio rechazo en la sociedad española especialmente por parte de los sectores populares cuyos jóvenes eran los que engrosaban las filas de los soldados porque no tenían el dinero necesario para librarse del servicio militar obligatorio. Una prueba del rechazo fue el creciente número de evasiones ante los sucesivos reclutamientos gracias sobre todo a las "agencias de deserción" que ayudaban, por ejemplo, a los llamados a filas a marcharse a Hispanoamérica durante una temporada —por ejemplo, en 1914 el número de prófugos alcanzó el 22 % de los reclutas potenciales—. Otros jóvenes recurrían a la compra de certificados médicos que les permitiera quedar exentos, e incluso los había que recurrían a la automutilación o a dejar de comer y enfermar para librarse del servicio militar.
Las injusticias del sistema de reclutamiento (que permitía librarse del servicio a los que pudieran pagar la redención a metálico y sustitución), demostraron ser insoportables a partir del escándalo subsiguiente al desastre del barranco del Lobo (27 de julio de 1909) y de las movilizaciones antimilitaristas de la Semana Trágica. Se intentó mitigarlas con la Ley de Reclutamiento y Reemplazo del Ejército de 1912, que estableció la figura del "soldado de cuota", que limitaban el privilegio del pago de la cuota (entre 1500 y 5000 pesetas): ya no libraba completamente del servicio, pero reducía el tiempo y permitía elegir destino. Tal condición se mantuvo hasta la Guerra Civil y se suprimió definitivamente en 1940.
Por otro lado la guerra de Marruecos provocó la división en las filas del Ejército entre los "africanistas" y los "juntistas". Los primeros eran los que servían en el Ejército de África desplegado en Marruecos y que conseguían rápidos ascensos por méritos de guerra, mientras los segundos, así llamados porque engrosaban las Juntas de Defensa, eran los que estaban destinados en la Península y no tenían oportunidades para ascender tan rápidamente por lo que defendían la "escala cerrada", es decir, los ascensos por antigüedad. La distancia creciente entre "africanistas" y "juntistas" se tradujo en la formación de dos culturas militares distintas entre los dos sectores. La de los "africanistas" se caracterizaba, según Sebastian Balfour citado por Francisco Alía, «por su elitismo, por su desprecio a la fácil vida civil y, por extensión, a la vida en la guarnición tradicional, así como un desdén creciente hacia el gobierno».

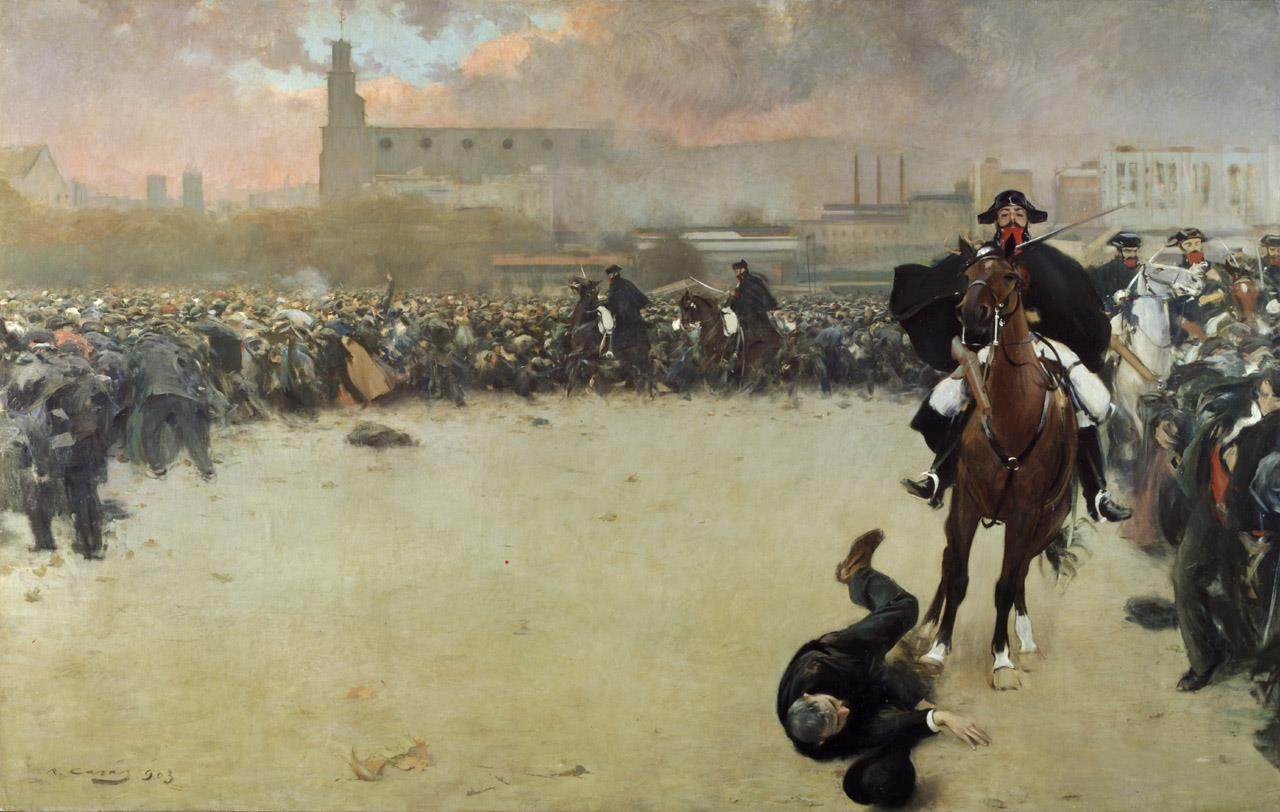
La carga, de Ramón Casas, 1903.
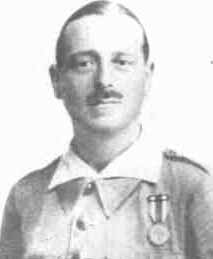
Millán Astray.

Durante el primer cuarto del siglo se había producido la africanización del ejército (militares africanistas, los que participaban en la guerra de África y ascendían por méritos), cuya máxima expresión fue la Legión española (fundada en 1920 por Millán Astray y Francisco Franco). La exaltación de los valores militaristas llevó a decisiones temerarias como la que condujo al general Silvestre al desastre de Annual (22 de julio de 1921). La investigación parlamentaria que pretendía depurar las responsabilidades del desastre (informe Picasso) apuntaba al propio rey, y fue una de las principales razones que llevaron al golpe de Primo de Rivera. El dictador tomó como uno de sus principales fines la resolución militar de ese conflicto (desembarco de Alhucemas, 8 de septiembre de 1925).
El reconocimiento de las Juntas de Defensa en junio de 1917, además de ahondar en las diferencias entre "juntistas" y "africanistas", tuvo una importante consecuencia política: que a partir de aquel momento se incrementó notablemente la intervención de los militares en la vida política, para lo que contaron con un aliado inestimable, el rey Alfonso XIII. Así, se puede afirmar que a partir de entonces los centros de decisión del país estaban más en los cuarteles y en el Palacio Real, que en la sede de la Presidencia del Gobierno o en las Cortes. El Ejército se convirtió en un Estado dentro del Estado. Entre 1917 y 1923 hasta tres presidentes del gobierno se vieron obligados a abandonar el cargo a causa de la presión militar. Así valoró la situación el liberal conde de Romanones: «Luchar abiertamente frente a una gran parte de los deseos del Ejército era temeridad. Someterse a ellos, flaqueza, y aún se hacía más difícil la situación con la actitud del rey, que era opuesto a las Juntas de Defensa, pero no quería enajenarse las simpatías del Ejército».

### La Dictadura de Primo de Rivera
El intervencionismo militar no provenía únicamente de las filas del ejército, sino que respondía a fuertes demandas de sectores influyentes de la sociedad civil; la gente de orden (incluyendo no solamente a la oligarquía terrateniente castellano-andaluza que sufrió los desórdenes rurales del trienio bolchevique, sino también a la burguesía catalana, enfrentada a los años de plomo del terrorismo de Barcelona) buscaba en el ejército, de forma cada vez más apremiante, la salvación mediante una solución excepcional que no tuviera por qué seguir los procedimientos legales: un cirujano de hierro (expresión regeneracionista acuñada por Joaquín Costa). Tal solución, expresada inicialmente en el apoyo a operaciones fallidas como la del general Polavieja, triunfó de forma definitiva en un golpe de Estado dado precisamente por el capitán general de Barcelona, Miguel Primo de Rivera. Su dictadura (1923-1930) fue un régimen similar en ciertos aspectos y en otros diferenciado del contemporáneo fascismo italiano.
La instauración de la Dictadura de Primo de Rivera supuso la toma del poder por los militares, por lo que, según el profesor Francisco Alía «el Ejército pasó de constituir un poder fáctico a dirigir el Gobierno de la nación». Así lo constató el embajador francés en un comunicado a su gobierno: «Sea como sea, hoy en España, los militares hacen todos los oficios... menos el suyo». Los militares ocuparon todos los puestos de la administración del Estado desplazando a los civiles, empezando por el Directorio Militar, que se hizo cargo del gobierno, integrado por ocho generales y un contralmirante bajo la presidencia del dictador Primo de Rivera. A los órdenes del Directorio se encontraban los gobernadores de cada provincia y por debajo de ellos los delegados gubernativos en los 1400 partidos judiciales, todos ellos también militares. Además se aplicó la jurisdicción militar a muchos tipos de delitos, desde los delitos contra la seguridad y la unidad de la patria, hasta el robo a mano armada o las huelgas, estas últimas tipificadas como rebelión. Otra medida fue la extensión a toda España de la institución paramilitar catalana del somatén.
La mayoritaria opción de los militares por el conservadurismo no significaba que no hubiera una significativa parte del ejército de ideología progresista, con una numerosa presencia de militares en la oposición republicana, especialmente de mandos intermedios. Se produjeron intentos insurreccionales como el de los tenientes Galán y García Hernández (sublevación de Jaca 12 de diciembre de 1930).

## Segunda República y Guerra Civil

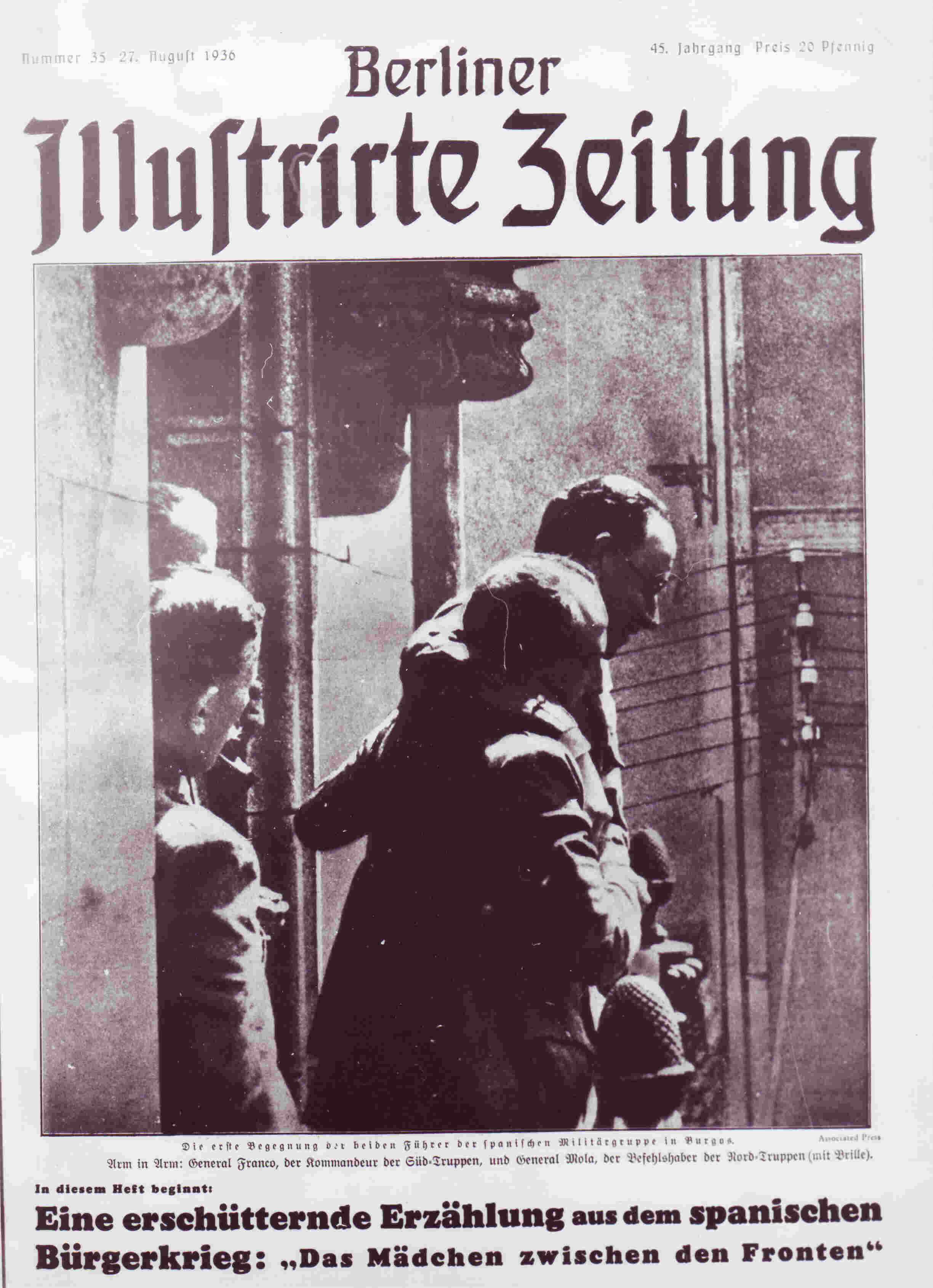
Los generales Franco y Mola en Burgos, agosto de 1936.

El denominado problema militar fue uno de los que afrontó la Segunda República desde su inicio. La Constitución de 1931 excluía a los militares de cargos políticos. La política de Manuel Azaña como Ministro de la Guerra, y su reforma militar de 1931 que incluyó el cierre de la Academia militar de Zaragoza (dirigida por Franco, que se despidió de los cadetes con la advertencia se deshace la máquina, pero la obra queda) fue considerada por muchos militares como una agresión. La inicial neutralidad del ejército pasó a ser hostilidad de una parte importante a partir del golpe de Estado del general Sanjurjo (1932), que no fue reprimido con dureza.
Según el historiador Francisco Alía Miranda, «Manuel Azaña pretendía que la vida política volviera a estar protagonizada por la sociedad civil y devolver a los militares a los cuarteles. No lo consiguió. Los militares continuaron teniendo una gran importancia en la política y en el presupuesto... Pese a los esfuerzos de Azaña, el poder militar acabó resultando decisivo en el control efectivo del orden público, impidiendo así el anhelado fortalecimiento del poder civil, muestra de debilidad estructural del Estado republicano. Los políticos republicanos se mostraron incapaces de adecuar la administración de orden público a los principios de un régimen democrático y recurrieron a los mismos instrumentos de la monarquía para lograr la pacificación social: estado de guerra y tropas en la calle, ingredientes que perpetuaron el protagonismo del Ejército».
Durante el bienio conservador, la utilización del ejército de África en la represión de la revolución de Asturias (1934) significó un punto trascendental en la identificación de la mayor parte del ejército con una de las dos Españas cada vez más claramente abocadas al enfrentamiento. La intentona revolucionaria de 1934 en Madrid había tenido el apoyo de un pequeño grupo de militares vinculados al PSOE (los capitanes Fernando Condés y Carlos Faraudo y el teniente José del Castillo).
El aumento de la violencia política en 1936 culminó en los días 12 y 13 de julio con el asesinato del teniente Castillo, que fue vengado por sus subordinados (guardias de asalto) asesinando al diputado derechista José Calvo Sotelo. Suele indicarse que fue ese hecho el que precipitó la sublevación del ejército (17 de julio en África y 18 en la Península); aunque en realidad la conspiración militar organizada por el general Mola estaba cuidadosamente planificada con mucha anterioridad, coordinando a los mandos militares afines, que la política de contención del gobierno del Frente Popular había dispersado por unidades periféricas (una decisión que, más que evitar la rebelión, fue una de las causas de la división del ejército y de que la imposibilidad que el golpe triunfara simultáneamente en toda España condujera a una larga guerra).
Paradójicamente, el gobierno de la República no declaró el estado de guerra hasta 1938, ya en los últimos meses de esta (para garantizar desde la legalidad el control civil sobre los militares republicanos y sobre un ejército popular que se había construido con criterios revolucionarios desde los partidos y sindicatos de izquierda); mientras que el estado de guerra declarado por los militares sublevados no se levantó hasta 1948, nueve años después de que se firmara el parte de la Victoria, por motivos exactamente opuestos.

## Franquismo

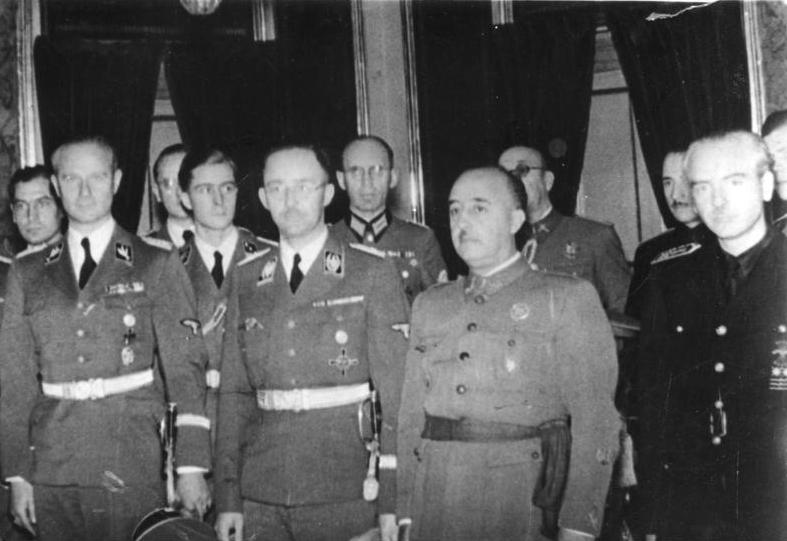
Franco con Himmler y Serrano Súñer, 1940.

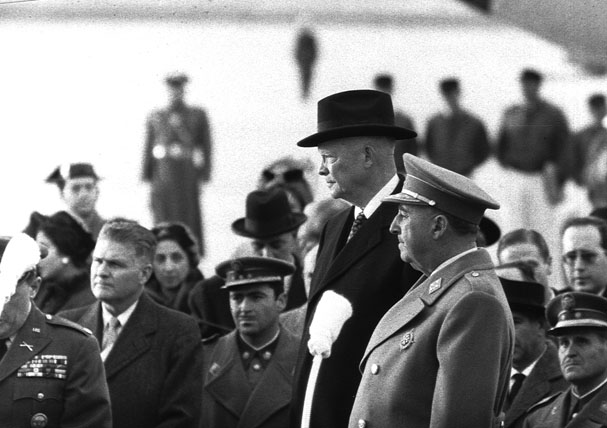
Franco con Eisenhower, 1959.

El Ejército en la dictadura franquista constituyó uno de los tres pilares del régimen junto con la Iglesia Católica y el partido único Falange Española Tradicionalista y de las JONS (o Movimiento Nacional), e incluso se podría considerar el más importante. Así lo constató Francisco Franco Salgado-Araujo, primo y secretario militar del Caudillo, en el apunte de su diario (publicado nada más morir Franco) correspondiente al 28 de octubre de 1955:

Se habla demasiado del Movimiento, de sindicatos, etc., pero la realidad es que todo el tinglado que está armado sólo se sostiene por Franco y el Ejército. [...] Lo demás... Movimiento, sindicatos, Falange y demás tinglados políticos, no han arraigado en el país después de diecinueve años del Alzamiento; es triste consignarlo, pero es la pura verdad.

El régimen franquista respondió a los postulados del militarismo desarrollados en España desde principios del siglo XX. Jorge Vigón, uno de los militares que más activamente participaron en el golpe de Estado de julio de 1936 y que posteriormente sería ministro nombrado por el general Franco, publicó en 1953 un libro titulado Hay un estilo militar de vida en el que, tras definirlo por «la austeridad, la justicia, el valor, la paciencia», afirmó que «en general las épocas más prósperas y más agradables han sido aquellas en las que el país fue gobernado por altos jefes militares». Dos años después en Teoría del militarismo sostuvo que «en todas partes, al llegar los momentos difíciles, se han requerido casi siempre los servicios del soldado» y que entre los «deberes del Ejército» se encontraba el de ser «vigilante defensor de los valores y constantes históricas de su nación». Pocos años antes ya había afirmado que «el Ejército tiene una "función política" que cumplir». Con motivo de las movilizaciones de protesta dentro y fuera de España por el «proceso de Burgos» el capitán general de Cataluña Alfonso Pérez Viñeta manifestó en diciembre de 1970 que «el Ejército está dispuesto a no permitir jamás la vuelta de la horda que ya puso en peligro la existencia de la Patria», y que «si fuera preciso se llamaría otra vez a Cruzada para barrer nuevamente de nuestra Patria a los hombres sin Dios y sin Ley». Menos exaltado se mostró el capitán general de Valladolid pero volvió a insistir en el compromiso del Ejército «en el cumplimiento de las misiones que tenemos encomendadas».
En el tardofranquismo la concepción militarista permanecía inalterada. En 1972 el teniente general Manuel Díez Alegría, a pesar de mantener que el Ejército no debería intervenir en la vida política, admitía que «pueden existir casos... en que las Fuerzas Armadas pueden, sin afiliarse a ninguna corriente de opinión determinada, pero haciéndose eco del sentimiento general de su país, recoger de la calle los atributos del poder para impedir con ello la pérdida de la nación al perderse sus esencias fundamentales». Más explícitos se mostraron en julio de 1975 el teniente general Salvador Bañuls, que afirmó que «como representante de las Fuerzas Armadas de guarnición en Cataluña puedo garantizar... que en el seno de la familia militar catalana no caben ni el comunismo ni sus diversas tendencias, porque sin reservas nos declaramos contra ellas», y el teniente general Francisco Coloma Gallegos (exministro del Ejército), quien en un acto público con miembros de la Organización Sindical dijo: «El Ejército está unido a ese otro ejército que formáis vosotros los sindicalistas, dispuestos a mantener el desarrollo conseguido por España. Y en este objetivo encontrará siempre la ayuda y la colaboración del Ejército, al mismo tiempo que nuestra repulsa para el que no sepa estar dentro de los límites del orden, la paz y que no sepa valorar las grandes metas conseguidas por el Caudillo». A finales de ese mismo mes de julio el ministro de la Presidencia Antonio Carro explicaba ante las Cortes franquistas que el Ejército era uno de los «cuatro fundamentos básicos» de la «continuidad evolutiva» que defendía el gobierno de Carlos Arias Navarro (los otros tres eran «voluntad popular, Constitución [y] Monarquía»). Al mes siguiente se producía la detención de nueve oficiales miembros de la Unión Militar Democrática. Fue muy sintomática «la apresurada ola de declaraciones en que se negó toda importancia» al hecho. Más directo fue el Jefe del Alto Estado Mayor, teniente general Carlos Fernández Vallespín, que afirmó que para «no ir con rodeos, e ir al fondo de la cuestión, desde que ocurrió la revuelta de Portugal, ha habido elementos que han soñado hacer aquí un 25 de abril».
Que el Ejército era el último garante del régimen lo reconoció el propio Franco en diversas ocasiones. El 29 de octubre de 1970 en un discurso pronunciado ante el Consejo Nacional del Movimiento en conmemoración del mitin del Teatro de la Comedia de 1933 (acto fundacional de Falange Española) el Generalísimo dijo que el Ejército era el «custodio celoso de la conciencia nacional» y que por eso el 18 de julio de 1936 «se levantó en defensa de una civilización cristiana y de unas tradiciones». Cuando en febrero de 1971 el general Vernon A. Walters, segundo jefe de la CIA, le preguntó en una audiencia privada sobre qué sucedería tras su muerte el Caudillo le respondió que «el Ejército nunca permitiría que las cosas se escaparan de las manos». El 28 de agosto de 1974, cuando se encontraba pasando unos días de descanso en el Pazo de Meirás tras haber salido del hospital (en aquel momento el Jefe del Estado interino era el príncipe de España don Juan Carlos) le dijo al ministro «ultra» Utrera Molina, quien le había hablado de unos supuestos planes para incapacitarlo por lo que era urgente que recuperara sus poderes: «No olvide que, en último término, el Ejército defenderá su victoria».
El nombramiento de Franco como Jefe del Estado había llevado a la formación de un régimen explícitamente totalitario e identificado con el fascismo italiano y el nazismo alemán, sus aliados internacionales. Se unificaron todas las fuerzas políticas y sociales que apoyaron el Alzamiento en un partido único denominado Falange Española Tradicionalista y de las JONS (más tarde denominado Movimiento Nacional). En la práctica se mantuvieron las diferencias expresadas en las familias del franquismo (falangistas, católicos, monárquicos -carlistas y juanistas-...) una de las cuales era la familia militar, que, al ser la menos definida ideológicamente, a su vez tenía componentes cercanos a todas ellas. A pesar de la mayoritaria identificación del ejército con el Caudillo, el descontento militar no dejó de estar presente y manifestarse en ciertas circunstancias; e incluso algunos altos mandos consideraron la posibilidad, nunca sustanciada más allá de contactos muy minoritarios, de desplazar a Franco mediante un pronunciamiento militar (generales Orgaz, Aranda y Kindelán).
Pero finalmente Franco, como ha destacado Juan Francisco Fuentes, para asegurar su poder omnímodo «hizo mucho por extirpar del Ejército sus querencias intervencionistas. Fue, podría decirse, el padre castrador de una institución que bajo su caudillaje perdió algunos de sus viejos hábitos y desarrolló una adhesión ciega al poder establecido. Esa actitud continuó después por pura inercia y por lealtad al rey, su nuevo jefe supremo... Ayudó también la reforma impulsada por el el general Manuel Díez-Alegría en los años sesenta para despolitizar las Fuerzas Armadas y prepararlas para un futuro sin Franco. Su continuador en la década siguiente será el general Manuel Gutiérrez Mellado, miembro destacado del círculo de militares reformistas que tuvo en Díez-Alegría a su principal mentor».
Sin embargo, como ha constato el propio Juan Francisco Fuentes, en los años finales de la Dictadura, especialmente tras el asesinato de Carrero Blanco en diciembre de 1973, «el Ejército estaba dejando de ser un bloque monolítico y la forma de combatir el terrorismo o la necesidad de introducir algunas reformas podían provocar graves discrepancias». No deja de ser sintomático que los sectores «ultras» lanzaran el grito de «¡Ejército al poder!». En las Fuerzas Armadas las posiciones «reformistas» eran minoritarias (como lo demostraría la destitución en junio de 1974 del teniente general Manuel Díez-Alegría como Jefe del Alto Estado Mayor, después de haber conseguido parar la «noche de los cuchillos largos» que pretendieron llevar a cabo los militares más radicales como reacción al asesinato de Carrero Blanco). Predominaba, en cambio, «un sentido inmovilista de su misión institucional, en consonancia con las tesis defendidas por una prensa ultraderechista [Fuerza Nueva, El Alcázar] que gozaba de gran predicamento en los cuarteles».

## Transición y democracia
Pocos meses después de la muerte de Franco Jorge de Esteban y Luis López Guerra expresaron sus temores sobre una «intervención militar» en su libro La crisis del Estado franquista: «Las coincidencias de las declaraciones gubernamentales y de la alta oficialidad [antes de la muerte de Franco] hace pensar que la intervención militar, caso de que el mando del Ejército considerase que se han desbordado los cauces del sistema, no puede descartarse» (la cursiva en el original). Esa sería precisamente la justificación que darían cuatro años después los militares que protagonizaron el intento de golpe de Estado del 23-F.

### Los inicios de latransición militar
En paralelo a la transición institucional hubo una transición militar cuyo objetivo era acabar con la autonomía de las Fuerzas Armadas, propia de la dictadura franquista, para subordinarlas al poder civil, requisito indispensable para establecer un verdadero régimen democrático, sin "tutelas" de ningún tipo. El primer gobierno de la Monarquía presidido por Carlos Arias Navarro presentó en mayo de 1976 un anteproyecto de Ley Orgánica de la Defensa Nacional, elaborado bajo la dirección del vicepresidente del Gobierno, el general Fernando de Santiago. Su principal novedad estribaba en la creación de un Ministerio de Defensa, que sustituiría a los tres ministerios militares (Ejército, Marina y Aire), pero el mando supremo le correspondía al Rey, como sucesor designado por el general Franco, por lo que las competencias del Gobierno se reducían a la mera administración de los recursos humanos y materiales puestos a disposición de los Ejércitos. Se mantenía, pues, la autonomía de las Fuerzas Armadas.
La verdadera transición militar la inició el gobierno de Adolfo Suárez a partir de septiembre de 1976 cuando el teniente general Manuel Gutiérrez Mellado sustituyó en la vicepresidencia del Gobierno al teniente general Fernando de Santiago, que había dimitido por estar en desacuerdo con algunos aspectos del proyecto reformista. Suárez era consciente de que el establecimiento de un sistema democrático requería subordinar a las Fuerzas Armadas al poder civil, y esa fue la tarea que intentó llevar a cabo Gutiérrez Mellado. Su primera medida fue cubrir los puestos clave de la cúpula militar con generales de confianza, lo que causó fuertes tensiones con los generales relegados. Después comenzó el vaciamiento de las competencias de los ministerios militares —con la vista puesta en la puesta en marcha del futuro Ministerio de Defensa— con la creación de los cargos de jefe del Estado Mayor de cada uno de los tres Ejércitos y de la Junta de Jefes de Estado Mayor (JUJEM), órgano colegiado superior de la cadena de mando (aunque no se definió claramente su subordinación al Gobierno; el rey seguía siendo el Jefe Supremo de las Fuerzas Armadas). A continuación prohibió cualquier actividad política o sindical a los militares en activo (debían pasar a la reserva si querían ejercerlas), con la excepción de los militares que formaran parte del Gobierno, lo que no dejó de provocar una gran indignación entre los sectores más involucionistas.

### La crisis provocada por la legalización del Partido Comunista de España (abril de 1977)

Portada de Mundo Obrero, órgano oficial y clandestino del Partido Comunista de España, dando la noticia de su legalización el 9 de abril de 1977 (el «Sábado Santo Rojo»). Aparecen también las fotografías de sus dos principales líderes, Dolores Ibárruri, Pasionaria, y Santiago Carrillo.

El 9 de abril de 1977, aprovechando que medio país estaba de vacaciones de Semana Santa, el presidente Suárez tomó la decisión más arriesgada de toda la transición: legalizar al Partido Comunista de España (PCE). La reacción de los militares fue inmediata. El ministro de Marina, almirante Gabriel Pita da Veiga, dimitió el lunes 11 de abril y el gobierno tuvo que recurrir a Pascual Pery Junquera, un almirante de la reserva y amigo de Gutiérrez Mellado, para cubrir su puesto, ya que ninguno en activo quiso sustituirle. El Consejo Superior del Ejército de Tierra, que se reunió con carácter de urgencia el martes 12, expresó «disciplinariamente» su acatamiento «en consideración a los intereses nacionales de orden superior», aunque no se abstuvo de expresar «la profunda y unánime repulsa del Ejército ante dicha legalización y acto administrativo llevado a efectos unilateralmente» (en la reunión uno de los militares más beligerantes fue el general Jaime Milans del Bosch que dijo: «El presidentes del Gobierno dio su palabra de honor de no legalizar el partido comunista. España no puede tener un presidente sin honor: deberíamos sacar los tanques a la calle»). Algunos otros altos mandos militares manifestaron su opinión de que Suárez les había «mentido» en la reunión que habían tenido con él el 8 de septiembre del año anterior y que les había «traicionado».
El jueves 14 de abril el Gabinete de Prensa del Ministerio del Ejército hacía pública una nota en la que se daba cuenta de los acuerdos tomados en la reunión del Consejo Superior del Ejército. En ella se decía que «la legalización del PC ha producido una repulsa general en todos las unidades el Ejército. No obstante, en consideración a intereses nacionales de orden superior, admite disciplinadamente el hecho consumado». Y a continuación se decía: «El Consejo estima debe informarse al Gobierno de que el Ejército, unánimemente unido, considera obligación indeclinable defender la unidad de la Patria, su Bandera, la integridad de las instituciones monárquicas y el buen nombre de las Fuerzas Armadas». Según Roberto Muñoz Bolaños, los altos mandos militares enviaron una dura nota de protesta al rey y a Adolfo Suárez: «Hacer llegar a S. M. el Rey directamente el disgusto del Ejército y que su figura se está deteriorando a consecuencia de la actitud del Gobierno»; «que es inadmisible que por un "error administrativo" se tenga al ministro del Ejército en la ignorancia de una decisión trascendental»; «que se adopten las medidas para que por ningún medio se ataque: LA UNIDAD DE LA PATRIA, LA CORONA Y A LAS FUERZAS ARMADAS, que están dispuestas a defender por todos sus medios». En un documento confidencial elaborado por los servicios de información del Ejército sobre los «estados de opinión» de las unidades militares de la I Región Militar se decía que existía «una total indignación ante la sensación de haber sido engañados» por el presidente del Gobierno.
Como ha destacado Santos Juliá, la legalización del PCE se convirtió en un «punto neurálgico de la transición» porque «fue la primera decisión política de importancia tomada en España desde la guerra civil sin contar con la aprobación del ejército y contra su parecer mayoritario». Pero tras la legalización del PCE, «los militares jamás volvieron a confiar en Suárez... De hecho, las futuras operaciones involucionistas tuvieron su origen en ese momento».

### La UMD, la Ley de Amnistía y la Constitución de 1978
El 15 de junio de 1977 se celebraron las primeras elecciones democráticas desde 1936. Las ganó Unión de Centro Democrático encabezada por el presidente Suárez, aunque no consiguió la mayoría absoluta. El segundo gobierno de Suárez presentó una importante novedad: desparecían los tres ministerios militares sustituidos por el Ministerio de Defensa, cuyo titular era el teniente general Manuel Gutiérrez Mellado. Sin embargo, los cargos del nuevo ministerio, incluido el de ministro, debían ser ocupados por militares, por lo que se mantenía la autonomía interna de las Fuerzas Armadas —de hecho el Ministerio de Defensa tenía dos estructuras paralelas: una operativa, en cuya cúspide se encontraba la JUJEM; y otra político-administrativa—. Al mismo tiempo se unificaron los servicios de inteligencia con la creación del Centro Superior de Información de la Defensa (CESID), cuyo director debía ser un general —«por sorprendente que parezca, entre las tareas iniciales del Cesid no se incluyó el seguimiento interno de las Fuerzas Armadas, lo cual explica en buena medida la relativa impunidad con la que pudieron desarrollarse las actividades involucionistas que caracterizaron esta etapa», ha afirmado Charles Powell—. Sin embargo, la reforma el Código de Justicia Militar para que la jurisdicción militar dejara de aplicarse a civiles (como en el caso de la película El crimen de Cuenca o de la obra teatral La Torna) y se limitara a los delitos castrenses cometidos en establecimientos militares no se aprobó hasta noviembre de 1980, dos años después de haberse presentado el proyecto de ley. La reforma también incluyó la eliminación de la obediencia debida como eximente en los casos de delito o de actos contrarios a la Constitución, lo que permitió que las penas impuestas a los condenados por el 23-F no fueran ridículas ya que el Código de Justicia Militar anterior sí que la contemplaba incluso en el caso de órdenes que fuesen delictivas.
La tramitación por las Cortes democráticas del proyecto de Ley de Amnistía, que sería aprobada en octubre de 1977, provocó un grave conflicto con los militares. En septiembre ya se habían reunido en Játiva —o en Jávea— varios tenientes generales en activo y en la reserva para redactar un memorándum que pretendían hacer llegar al rey y al conjunto de las Fuerzas Armadas en el que mostraban su descontento con la evolución política, pero cuando se conoció que el proyecto de la nueva Ley de Amnistía incluía el regreso al Ejército de los miembros de la Unión Militar Democrática la presión de los militares fue tan grande que finalmente no se aprobó esa medida. El artículo 6 quedó redactado así: «Respecto del personal militar al que se le hubiere impuesto, o pudiera imponérsele como consecuencia de causas pendientes, la pena accesoria de separación del servicio o pérdida de empleo, la amnistía determinará la extinción de las penas principales y el reconocimiento, en las condiciones más beneficiosas, de los derechos pasivos que les correspondan en su situación». Según Roberto Muñoz Bolaños, fueron tres las razones por las que en la ley de amnistía no se permitió, como ya había sucedido en la amnistía parcial aprobada en julio de 1976, que los miembros de la UMD que habían sido condenados y expulsados de las Fuerzas Armadas pudieran reingresar: el rechazo generalizado de los militares a tal medida, la palabra dada por Gutiérrez Mellado de que la reincorporación no se produciría y el empeño del Gobierno en mantener la unidad de las Fuerzas Armadas, «evitando cualquier problema que pudiese ponerla en peligro». Charles Powell ha destacado que «ésta fue la única vez que los militares ejercieron con éxito una presión concertada, oponiéndose a una decisión emanada del poder civil; si tuvo el efecto deseado, ello se debió a que afectaba a un asunto que consideraban propio, y a la existencia de un consenso interno casi unánime al respecto».
Tres años después, en junio de 1980, todos los grupos parlamentarios, excepto Coordinación Democrática, presentaron una proposición de ley que rectificaba la Ley de Amnistía de 1977 y permitía el reingreso en el Ejército de los militares condenados de la UMD. La reacción en contra de los militares fue fulminante, pero la respuesta más contundente fue la del vicepresidente del Gobierno Manuel Gutiérrez Mellado que amenazó con dimitir si se aprobaba. En una carta que dirigió al propio Gobierno y al partido que lo sustentaba, Unión de Centro Democrático (UCD), expuso sus argumentos y finalmente su opinión prevaleció y la proposición de ley fue retirada. En la carta decía lo siguiente:

Hay ciertos mandos agazapados, esperando la ocasión. Bastantes argumentos los da la ETA, GRAPO, cierta prensa, ciertas declaraciones, ciertas actitudes en la cuestión autonómica, el sentimiento de bastantes a los que no les gusta nada de lo que está pasando. Si la proposición se aprueba se les da la oportunidad en bandeja.
Los hechos son así, con razón o sin ella, gusten o no gusten. No hay alternativa. Los amnistiados no pueden volver al servicio activo. Ni el Gobierno ni el partido que lo sustenta, la UCD, pueden admitirlo por el bien de las Fuerzas Armadas, por el de la democracia, en definitiva, por el de España.

Un nuevo conflicto con el estamento militar surgió a raíz del debate que estaba teniendo lugar en las Cortes sobre el proyecto de nueva Constitución. La Junta de Jefes de Estado Mayor presentó una serie de observaciones para que se incluyeran en el proyecto. Una de las más importantes, tal vez la principal, fue la referencia que debía hacerse al papel de las Fuerzas Armadas que según la cúpula militar debía ser el mismo que le había asignado el artículo 37 de la franquista Ley Orgánica del Estado. El ponente de UCD Miguel Herrero de Miñón fue el encargado de que esta «observación» se incorporara al proyecto constitucional. Sin embargo, los militares no consiguieron todo lo que pretendían porque no se incluyó a las Fuerzas de Orden Público entre las Fuerzas Armadas, estableciéndose por primera vez la distinción entre las mismas, pero sí lograron que el artículo referido a las Fuerzas Armadas pasara del Título IV, dedicado al Gobierno y la administración, al Título preliminar, lo que «supuso una importante concesión simbólica». Finalmente el artículo 8.1 quedó redactado así [al lado el artículo de la legislación franquista referido al mismo tema]:

Ley Orgánica del Estado (1967)
Art. 37. Las Fuerzas Armadas de la Nación, constituidas por los Ejércitos de Tierra, Mar y Aire y las Fuerzas de Orden Público, garantizan la unidad e independencia de la Patria, la integridad de sus territorios, la seguridad nacional y la defensa del orden institucional.
Constitución de 1978
Art. 8.1. Las Fuerzas Armadas, constituidas por el Ejército de Tierra, la Armada y el Ejército del Aire, tienen como misión garantizar la soberanía e independencia de España, defender su integridad territorial y el ordenamiento constitucional.

En cuanto al reconocimiento del rey como jefe supremo de las Fuerzas Armadas, otra de las «observaciones» que presentaron los militares, quedó asentado en el artículo 62.h que establecía que correspondía al Rey «el mando supremo de las Fuerzas Armadas». Sin embargo, el artículo 97 convertía esta jefatura en simbólica, aunque muchos militares no lo entendieron así como se puso de manifiesto durante el fracasado golpe de Estado del «23-F», al establecer que «el Gobierno dirige la política interior y exterior, la Administración civil y militar y la defensa del Estado». Por otro lado, la legislación paralela que se aprobó no contribuyó a asentar el principio del carácter simbólico de la jefatura del rey sobre las Fuerzas Armadas, sino que se movió en la ambigüedad. El Real Decreto de marzo de 1978 establecía que la Junta de Jefes de Estado Mayor (JUJEM) pasaba a depender del presidente del Gobierno a través del ministro de Defensa —lo que fue muy criticado por la élite militar ya que efectivamente convertía la jefatura regia de las Fuerzas Armadas en meramente simbólica; de hecho el jefe del Estado Mayor del Ejército dimitió—, pero en las Reales Ordenanzas aprobadas en diciembre de 1978 no se mencionaba al presidente del Gobierno ni al ministro de Defensa dentro de la cadena de mando de los Ejércitos (su artículo 2 decía: «Bajo el mando supremo del Rey, las Fuerzas Armadas, constituidas por el Ejército de Tierra, la Armada y el Ejército del Aire, están exclusivamente consagradas al servicio de la patria, quehacer común de los españoles de ayer, hoy y mañana, que se afirma en la voluntad manifestada por todos»). La Ley Orgánica 6/1980, de 1 de julio, mantuvo esa ambigüedad, ya que mientras que el artículo 5 establecía que correspondía al Rey «el mando supremo de las Fuerzas Armadas», el 12.1 afirmaba que los jefes de los Estados Mayores «ejercen el mando militar de sus respectivos Ejércitos, bajo la autoridad del Ministerio de Defensa». Roberto Muñoz Bolaños comenta: «El concepto "bajo la autoridad" se contradecía con "el mando supremo" que se asignaba al Monarca. Por tanto, estas normas legales no definieron de forma explícita a quién correspondía la jefatura efectiva de las Fuerzas Armadas, lo que tendría importantes consecuencias en el 23-F y en el proceso judicial posterior». Charles Powell concluye: «No puede afirmarse, pues, que Gutiérrez Mellado viese cumplido su deseo de subordinar la cadena de mando militar al poder civil».
Por otro lado, la presión militar no consiguió que se eliminara el término «nacionalidades» del artículo 2 de la Constitución. Dos de los militares designados por el rey como senadores, el almirante Marcial Gamboa Sánchez-Barcáiztegui y el general Luis Díez-Alegría, presentaron sendas enmiendas pero no prosperaron. Tampoco consiguió que se retirara de la Constitución la abolición de la pena de muerte para delitos militares, salvo en caso de guerra, pero sí logró diluir el reconocimiento del derecho a la objeción de conciencia (ya que no se incluyó entre los derechos fundamentales y se estableció que se regularía «con las debidas garantías», «pudiéndose imponer, en su caso, una prestación social sustitutoria») y evitar la abolición de los tribunales de honor en el Ejército (el artículo 26 solo prohibía los «Tribunales de Honor en el ámbito de la Administración civil y de las organizaciones profesionales»).

### El «ruido de sables»
La «Operación Galaxia»

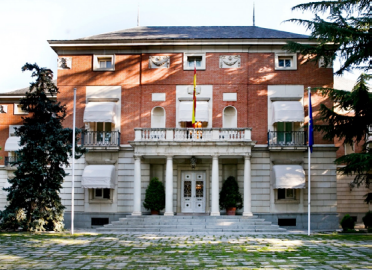
Fachada del edificio principal del Palacio de la Moncloa, residencia oficial del presidente del gobierno de España. El asalto al Palacio de la Moncloa era el objetivo de la «Operación Galaxia».

Un par de semanas antes del 6 de diciembre de 1978 en que se iba a celebrar el Referéndum para la ratificación de la Constitución española la policía desarticulaba la «Operación Galaxia», una intentona golpista contra el Gobierno de Adolfo Suárez, la primera operación golpista de la Transición. Su principal responsable, el teniente coronel de la Guardia Civil Antonio Tejero (quien dirigiría el asalto al Congreso de los Diputados en el 23-F), solo fue condenado a siete meses de arresto, por lo que recobró inmediatamente la libertad, ya que los había cumplido mientras se celebraba el consejo de guerra.
La «Operación Galaxia», llamada así por el nombre de la cafetería del barrio madrileño de Moncloa donde los dos principales cabecillas (el teniente coronel de la Guardia Civil Antonio Tejero y el capitán de la Policía Nacional Ricardo Sáenz de Ynestrillas Martínez) se reunieron el sábado 11 de noviembre de 1978 con tres oficiales del Ejército destinados en la Policía Nacional, consistía en el asalto por una fuerza de unos doscientos hombres del Palacio de la Moncloa, nueva sede de la Presidencia del Gobierno, el viernes 17 de noviembre cuando el Consejo de Ministros estuviera reunido (y aprovechando que el rey se encontraría de viaje oficial en México; y también que el general Gutiérrez Mellado estaría de visita en la III Región Militar). Paralelamente se ocuparían los puntos neurálgicos de Madrid. El vacío de poder creado por el secuestro del presidente Suárez y de su gobierno sería el pretexto para que se formara un Gobierno de salvación nacional, que paralizara el proceso constituyente. El plan se desbarató porque uno de los tres oficiales del Ejército que asistieron a la reunión lo denunció a sus superiores el 15 de noviembre. Al día siguiente, tras reforzarse la seguridad del Palacio de la Moncloa, Tejero e Ynestrillas eran detenidos.
La sentencia de la «Operación Galaxia», hecha pública el 8 de mayo de 1980, no creyó la versión de los acusados de que había sido una simple «charla de café», sino que consideró que se había cometido «un delito de conspiración y proposición para la rebelión militar», pero a pesar ello condenó a Tejero y a Ynestrillas a penas muy leves: siete meses y un día de arresto para el primero y seis meses y un día para el segundo. Como ya habían cumplido esos tiempos de arresto mientras se celebraba el juicio, recobraron la libertad inmediatamente. La clave de que la sentencia fuera tan sumamente benévola se encuentra quizás, según Roberto Muñoz Bolaños, en el primer resultando de la misma en el que parecía justificarse la operación golpista ya que se decía que Tejero e Ynestrillas, «profundamente preocupados por los progresivos ataques a los componentes de las Fuerzas Armadas y del Orden Público perpetrados principalmente en las provincias del norte por el terrorismo separatista, pensaron en la posibilidad de poner fin a tal estado de cosas, por lo cual, previo diversos contactos entre ambos... llegaron a preparar un "golpe de mano" que había de ocupar el Palacio de la Moncloa en el momento en que estuviera reunido el Consejo de Ministros, para posteriormente someter la nueva situación a S. M. el Rey».
La insubordinación del general Atarés

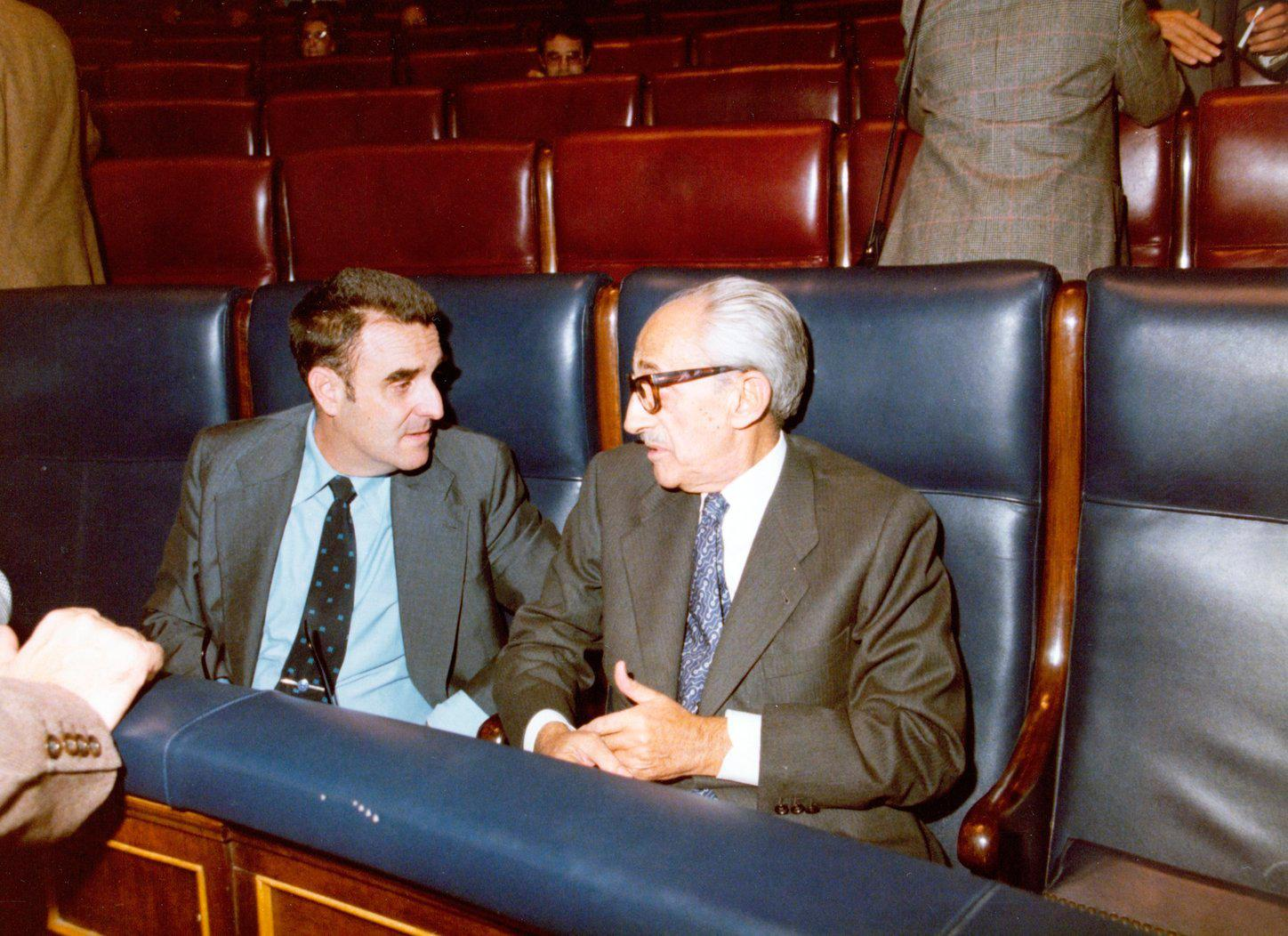
El vicepresidente del Gobierno, teniente general Manuel Gutiérrez Mellado, conversa en el Congreso de los Diputados con el ministro de Defensa Agustín Rodríguez Sahagún.

Mayor perplejidad si cabe causó la sentencia sobre la insubordinación del general de brigada de la Guardia Civil Juan Atarés Peña que lo absolvió de todos los cargos, fallo que fue ratificado por el Capitán general de la III Región Militar Jaime Milans del Bosch tras resaltar las «virtudes humanas y militares» del procesado. Los hechos se habían producido en Cartagena el viernes 17 de noviembre de 1978, el día previsto por la «Operación Galaxia» para el asalto del Palacio de la Moncloa. La reunión había sido convocada por el general Gutiérrez Mellado para explicar a varios centenares de jefes y oficiales de la guarnición y de la Armada el alcance de las reformas militares que estaba poniendo en marcha el Gobierno y aclarar sus dudas sobre la Constitución, que iba a someterse en referéndum el 6 de diciembre. También pretendía elevar la moral de las unidades en un momento en que arreciaban los atentados terroristas de ETA contra los miembros de las Fuerzas Armadas y de las Fuerzas de Orden Público. El vicepresidente del Gobierno ya había celebrado reuniones similares en otros lugares sin que se produjeran incidentes, pero la de Cartagena derivó en un tumulto en el que hubo gritos en contra del general Gutiérrez Mellado. El que más destacó fue el general Atarés quien «con gritos destemplados y desabridos» acusó al vicepresidente del Gobierno de mentiroso, de traidor, de masón y de espía (esto último debido a que había sido miembro de la quinta columna durante la guerra civil). Gutiérrez Mellado ordenó su arresto inmediato —según algunos testimonios Atarés respondió con el grito de «¡Viva Franco! ¡Viva España!»— y puso fin al acto. Enseguida el general Atarés recibió numerosas muestras de solidaridad, que la sentencia absolutoria pronunciada por un consejo de guerra confirmó.
Incidentes durante los funerales por los militares asesinados por ETA

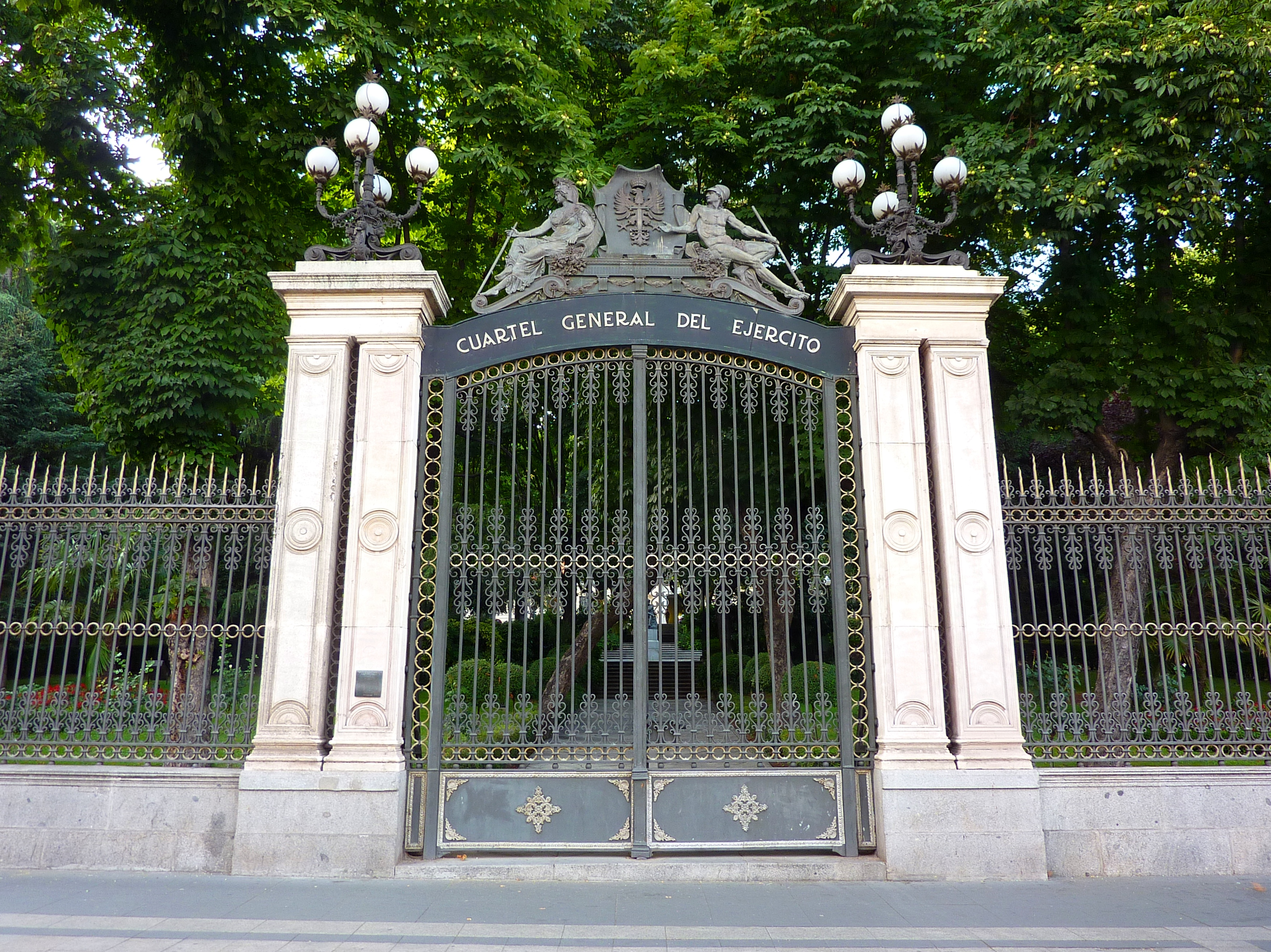
Verja de entrada al Palacio de Buenavista, sede del Cuartel General del Ejército de Tierra (España).

En los funerales por las víctimas militares de ETA —en 1978 ETA asesinó 64 personas, en 1979 a 84 y en 1980 a 93, la inmensa mayoría de ellas miembros del Ejército y de las Fuerzas de Orden Público— se solían producir incidentes en los que se atacaba al gobierno y a la democracia y se invocaba la intervención del Ejército. Incidentes que eran amplificados por la prensa de extrema derecha. Posiblemente el caso más grave se produjo tras al asesinato por ETA el 3 de enero de 1979 del gobernador militar de Madrid, general Constantino Ortín. Al terminar el funeral, celebrado en el Palacio de Buenavista, sede del Cuartel General del Ejército, un numeroso grupo de militares profirió gritos de protesta e insultó a las autoridades que presidían el acto. En un momento de gran confusión varios de ellos insultaron, zarandearon y golpearon al vicepresidente, general Manuel Gutiérrez Mellado —«¡Guti, masón, irás al paredón!»—, y a continuación un grupo numeroso de uniformados y de civiles, entre gritos de «¡Gobierno asesino!» y «¡Ejército al poder!», se apoderaron del féretro y lo pasearon a hombros en manifestación por el centro de Madrid. «En el trayecto a pie hasta el cementerio se produjeron avalanchas en torno al féretro, agresiones a la prensa, rotura de cristales, quema de ikurriñas y nuevos gritos sediciosos, que se repitieron en el cementerio». El rey Juan Carlos se refirió a lo que calificó de «espectáculo bochornoso» en su discurso por la Pascua Militar que se celebró dos días después: «Un Ejército que ha perdido la disciplina no es un Ejército».
El intento de golpe de Estado del general Torres Rojas
En enero de 1980 el Gobierno abortó un plan para tomar el Palacio de la Moncloa, como en la «Operación Galaxia». Su instigador era el general Luis Torres Rojas, jefe de la División Acorazada Brunete (DAC), la unidad más importante del Ejército de Tierra situada en las inmediaciones de Madrid. Torres Rojas, un militar «profundamente franquista», pretendía que la Brigada Paracaidista (que había estado bajo su mando entre 1975 y 1979) realizara el asalto y una vez ocupada La Moncloa —y los puntos neurálgicos de la capital «neutralizados» por los carros de combate de la DAC— imponer un Gobierno presidido por un militar «de prestigio», presumiblemente el general Fernando de Santiago o el general José Miguel Vega Rodríguez, este último amigo de Torres Rojas. El general Torres Rojas, que negó los hechos, fue destituido de forma fulminante del mando de la DAC y destinado al gobierno militar de La Coruña. Sin embargo, el Gobierno no informó a la opinión pública para no crear una alarma social. Un año después Torres Rojas sería uno de los principales protagonistas del 23F —lo mismo que el coronel José Ignacio San Martín, jefe del Estado Mayor de la DAC, que continuó en su puesto, a pesar de su estrecha relación con Torres Rojas—. El plan fue descubierto gracias a un oficial de la Brigada Paracaidista que informó a Fernando Reinlein, antiguo miembro de la UMD, quien a su vez avisó al ministro de Defensa Agustín Rodríguez Sahagún.

### El fracasado golpe de Estado del 23 de febrero de 1981
El golpe de Estado del «23-F» comenzó a las 18,23 h. del lunes 23 de febrero de 1981 con el asalto al Congreso de los Diputados por los guardias civiles comandados por el teniente coronel Antonio Tejero Molina, que fue seguido de la proclamación por el capitán general Jaime Milans del Bosch del estado de excepción en la III Región Militar con sede en Valencia. Pero los siguientes tres pasos planificados por los golpistas fueron neutralizados por la intervención de La Zarzuela: ningún capitán general secundó a Milans del Bosch y proclamó el estado de excepción (el rey Juan Carlos I habló con todos ellos para que no apoyaran el golpe); la División Acorazada Brunete no se movilizó (el capitán general de Madrid Guillermo Quintana Lacaci, siguiendo las órdenes del rey, hizo volver a las unidades que ya se disponían a ocupar Madrid); y el general Alfonso Armada no consiguió el permiso del rey para ir a La Zarzuela y estar junto a él, lo que pretendía servir de coartada al golpe. Se creó así una situación de ‘’impasse’’ que se rompió hacia las 21,00 h. cuando Milans habló con Armada y le propuso una variante del plan inicial: que fuera al Palacio de las Cortes y consiguiera que los diputados aprobaran el gobierno de concentración previsto presidido por él a cambio del fin del secuestro del Congreso de los Diputados y de la retirada de los tanques que, siguiendo sus órdenes, ya ocupaban Valencia.
El general Armada obtuvo el permiso para entrevistarse a «título personal» con Tejero, pero este rechazó la propuesta del gobierno de concentración que calificó de «chapuza» cuando conoció que lo integraban representantes de todos los partidos (él esperaba que se constituyera una Junta Militar). Así que no permitió que Armada pudiera dirigirse a los diputados. A la 1,14 de la madrugada del martes 24 de febrero, cuando Armada aún se encontraba discutiendo agriamente con Tejero, TVE emitía el mensaje del rey Juan Carlos (grabado una hora antes) en el que este manifestaba su radical oposición al golpe («La Corona, símbolo de la permanencia y unidad de la patria, no puede tolerar en forma alguna acciones o actitudes de personas que pretendan interrumpir por la fuerza el proceso democrático que la Constitución votada por el pueblo español determinó en su día a través de referéndum», decía el final del mensaje). Milans entonces ordenó retirar los tanques de Valencia, aunque aún tardó varias horas en levantar el estado de excepción. A primera hora de la mañana se negociaban las condiciones de la rendición de las fuerzas que ocupaban el Congreso (a las que se había unido una columna de la Brunete al mando del comandante Ricardo Pardo Zancada) y a las 11,25 se firmaba el «pacto del capó». Media hora después comenzaban a abandonar el Palacio de las Cortes los diputados y los miembros del gobierno secuestrados. «Eran las doce en punto de la mañana de un martes helado y brumoso. Acababan de transcurrir las diecisiete horas y media más confusas y decisivas del último medio siglo de historia de España y el golpe del 23 de febrero había terminado», escribió Javier Cercas en 2009.
Fueron procesados treinta y dos militares y un solo civil, el ultraderechista Juan García Carrés. Los tres cabecillas del golpe, Milans del Boch, Armada y Tejero, fueron condenados a treinta años de prisión (Armada tras ser revisada la sentencia por el Tribunal Supremo).

### El fin del intervencionismo militar en España

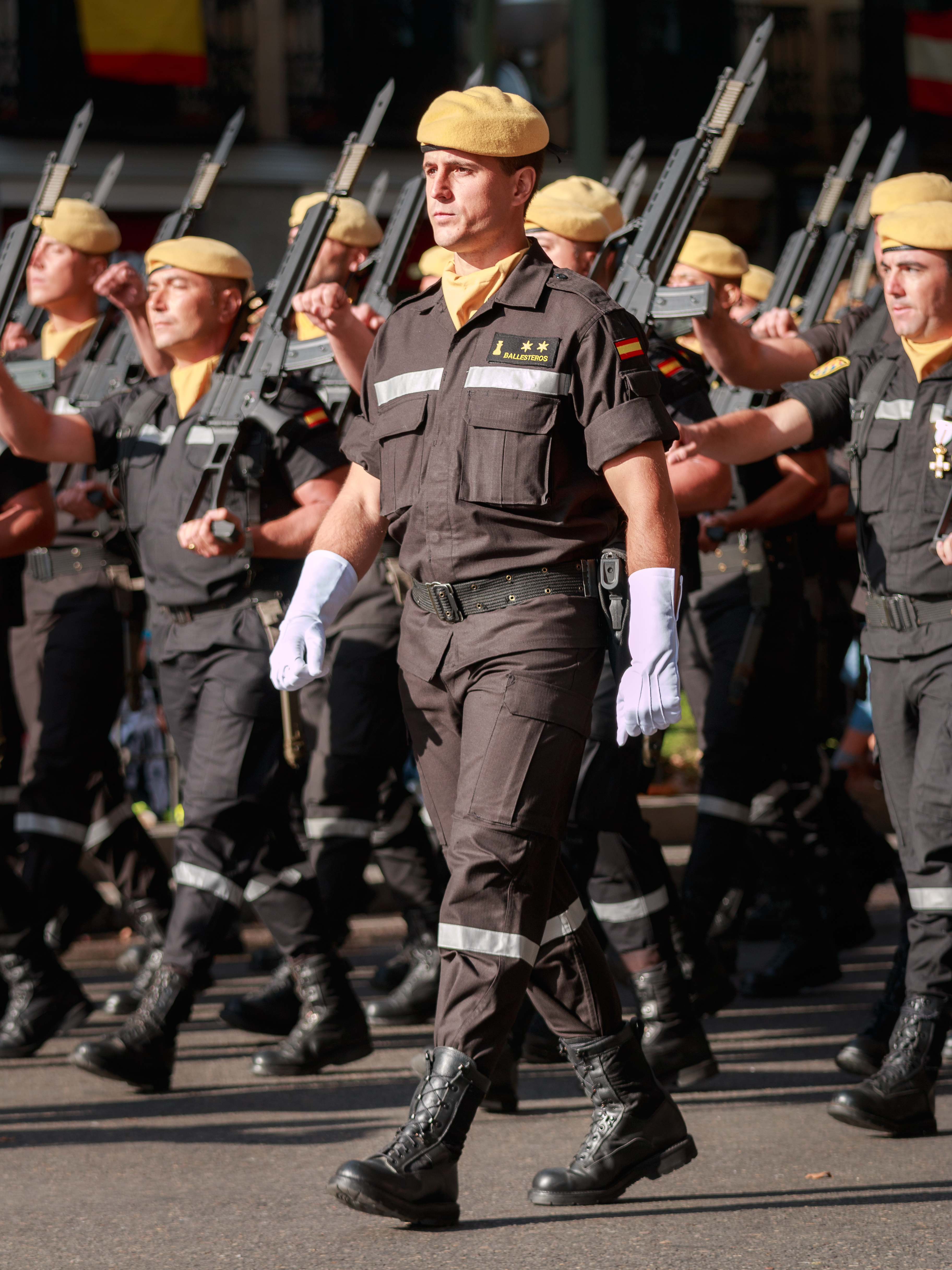
Una compañía de la Unidad Militar de Emergencias desfilando el día de la Fiesta Nacional de España (2013).

El «23-F» supuso el final de la intervención del Ejército en la vida política, una constante en la historia contemporánea de España. Como dice el título del libro de Juan Francisco Fuentes, el de febrero de 1981 fue «el golpe que acabó con todos los golpes». «El golpismo entró a saco por la puerta del Congreso y acabó huyendo a hurtadillas por la ventana de la historia», ha afirmado su autor. Roberto Muñoz Bolaños coincide: el fracaso del golpe «marcó el inicio del fin del protagonismo del Ejército en la vida política española, haciendo posible el establecimiento de un sistema democrático estable en nuestro país». Lo mismo afirma Francisco Alía Miranda: «El proceso de transición a la democracia se hacía irreversible y se acababa, por fin, con el problema militar en España».
Sin embargo el peligro de un nuevo golpe de Estado no desapareció inmediatamente ya que tras el 23F, «la espiral conspirativa no fue completamente desarticulada». En junio de 1981 la policía consiguió abortar un golpe de Estado previsto para el día 24, onomástica del rey, cuyo objetivo era secuestrar al monarca y a las principales autoridades del Estado presentes en la recepción que tendría lugar en el Palacio de Oriente —en el Palacio de la Zarzuela, según Roberto Muñoz Bolaños—. Entre los implicados se encontraba el comandante Ricardo Sáenz de Ynestrillas Martínez, condenado por la «Operación Galaxia». Sin embargo, no se pudieron reunir pruebas suficientes para procesar a los detenidos y la causa fue sobreseída. Pocos meses después tres capitanes del Ejército —Rogelio González Andradas, Blas Piñar Gutiérrez, hijo del líder ultraderechista Blas Piñar, y José Ignacio San Martín Naya, hijo del coronel José Ignacio San Martín, condenado por el 23-F— planearon asaltar la sede madrileña del periódico El País, rememorando lo ocurrido en los hechos del ¡Cu-Cut! de 1905, pero la operación acabaron desechándola por su complejidad.
El siguiente intento de golpe de Estado estaba previsto para el día anterior a la celebración de las elecciones generales de octubre de 1982 (que fueron ganadas por mayoría absoluta por el PSOE) y fue desarticulado por el CESID el 2 de octubre. Los implicados en la conspiración golpista para el 27 de octubre de 1982 pretendían «neutralizar» con unidades militares los puntos neurálgicos de Madrid y otras ciudades importantes y detener a determinados militares y líderes políticos (esto último mediante operaciones de madrugada llevadas a cabo por comandos militares y civiles de extrema derecha). La intentona fue obra del grupo conocido como los «Técnicos», integrado por coroneles y tenientes coroneles. Pretendían sustituir la monarquía parlamentaria por un régimen presidencialista autoritario encabezado por una «personalidad militar». «La estrategia del gobierno del PSOE fue la de minimizar la conspiración para intentar restablecer unas relaciones cordiales con el Ejército».
Aún hubo una última intentona: la conspiración golpista para el 2 de junio de 1985 (que no sería desvelada hasta seis años después). Los militares conjurados, apoyados por civiles de extrema derecha, planeaban volar la tribuna de autoridades en el desfile de las Fuerzas Armadas que iba a tener lugar en La Coruña y en la que iban a estar presentes los reyes, el presidente del gobierno, el ministro de Defensa y la cúpula militar. Iban a excavar un túnel como en la «Operación Ogro» de ETA que acabó con la vida del almirante Carrero Blanco. Fueron descubiertos porque dos de los implicados eran agentes infiltrados del CESID. Un exministro socialista dijo doce años después: «Después de lo del 85, no hubo más». Sin embargo, en 1986 aún se produjo un extraño episodio: el coronel Carlos de Meer, que había estado implicado en el 27-O, viajó en enero a Libia para conseguir de Gadafi financiación para sus planes golpistas. Fue detenido el mes de mayo pero el consejo de guerra al que fue sometido lo absolvió. «Con el "Caso De Meer" terminó el involucionismo militar en España». «Desapareció definitivamente el golpismo militar y se consiguió el control completo de las Fuerzas Armadas por el poder político y el fin del intervencionismo militar».
El fin del intervencionismo militar no solo fue una consecuencia del fracaso del «23-F» (y de la desarticulación de las intentonas posteriores) sino que se debió también a las medidas adoptadas por los gobiernos de Leopoldo Calvo Sotelo, primero, y de Felipe González, después (con sus ministros de Defensa al frente: Alberto Oliart y Narcís Serra, respectivamente), que culminaron la transición militar iniciada por Adolfo Suárez y Gutiérrez Mellado. El gobierno de Calvo Sotelo tomó cuatro decisiones muy importantes: la entrada de España en la OTAN que se hizo efectiva el 30 de mayo de 1982, lo que según un informe de la CIA «podría ayudar a frenar el aventurerismo militar»; la aprobación de la Ley de la Reserva Activa (y el adelanto de la edad de retiro para los militares incluido en la misma) que le permitió al Gobierno cesar a los capitanes generales que se habían mostrado menos firmes contra el golpe; potenciar el CESID, con el nombramiento del teniente coronel Emilio Alonso Manglano como su director; presentar un recuso de casación ante el Tribunal Supremo de la sentencia del juicio del 23-F (que aumentó las penas de los condenados y sobre todo la del general Armada que pasó de seis años a treinta años de prisión); y el nombramiento de una nueva Junta de Jefes de Estado Mayor. «Estas decisiones tenía un objetivo claro: evitar un nuevo golpe de Estado. En este sentido, su eficacia fue completa, pues, si bien entre 1981 y 1982 se diseñaron tres operaciones involucionistas, fueron desarticuladas antes de que pudieran desencadenarse».
La subordinación definitiva de las Fuerzas Armadas al poder civil —«la única situación posible en democracia», como advirtió Narcís Serra— fue obra del gobierno socialista de Felipe González, con el ministro de Defensa Narcís Serra como su brazo ejecutor (quien también recibió el encargo de González de «evitar a toda costa que volviera a producirse un golpe de Estado», orden que el ministro trasladó al director del CESID Alonso Manglano, a quien los socialistas mantuvieron en el cargo, y cuya actuación fue muy eficaz). La norma fundamental que aprobaron los socialistas fue la Ley Orgánica 1/1984 de 5 de enero que ponía fin a la ambigüedad de la Ley de 1980 al establecer que la cadena de mando de las Fuerzas Armadas culminaba en el ministro de Defensa y el presidente del Gobierno y al poner fin a los poderes ejecutivos de la Junta de Jefes de Estado Mayor que quedó convertida en un órgano consultivo bajo la presidencia del nuevo jefe de Estado Mayor de la Defensa (JEMAD), dependiente directamente del ministro. Como ha destacado Roberto Muñoz Bolaños, «con esta ley, el presidente del Gobierno se convertía en el verdadero comandante en jefe de los Ejércitos, aunque el Rey mantuviera este título de forma simbólica». También fue reformado el Código Penal Militar para adecuarlo a los principios propios de un Estado democrático.
Tras su segunda victoria por mayoría absoluta en las elecciones de junio de 1986 el PSOE pudo cumplir la promesa que había hecho su vicesecretario general y vicepresidente del Gobierno Alfonso Guerra en diciembre de 1985 en el acto de presentación de la reedición del libro El militar de carrera en España del excomandante de la UMD y diputado socialista Julio Busquets, de que los militares de la UMD condenados pudieran reintegrarse al Ejército. El 30 de diciembre de 1986 el BOE publicaba la Ley 24/1986, de 24 de diciembre, de Rehabilitación de Militares Profesionales, cuyo artículo 1 ordenaba la rehabilitación plena de esos militares y el 2 reconocía su derecho a «solicitar su reincorporación a las Armas, Cuerpos o Institutos de los que fueron separados, con el empleo que les hubiera correspondido por antigüedad, si no hubiese existido interrupción en la prestación del servicio». Roberto Muñoz Bolaños comenta: «Era el fin de la última trinchera que defendieron los militares desde 1978. La transición militar había concluido».

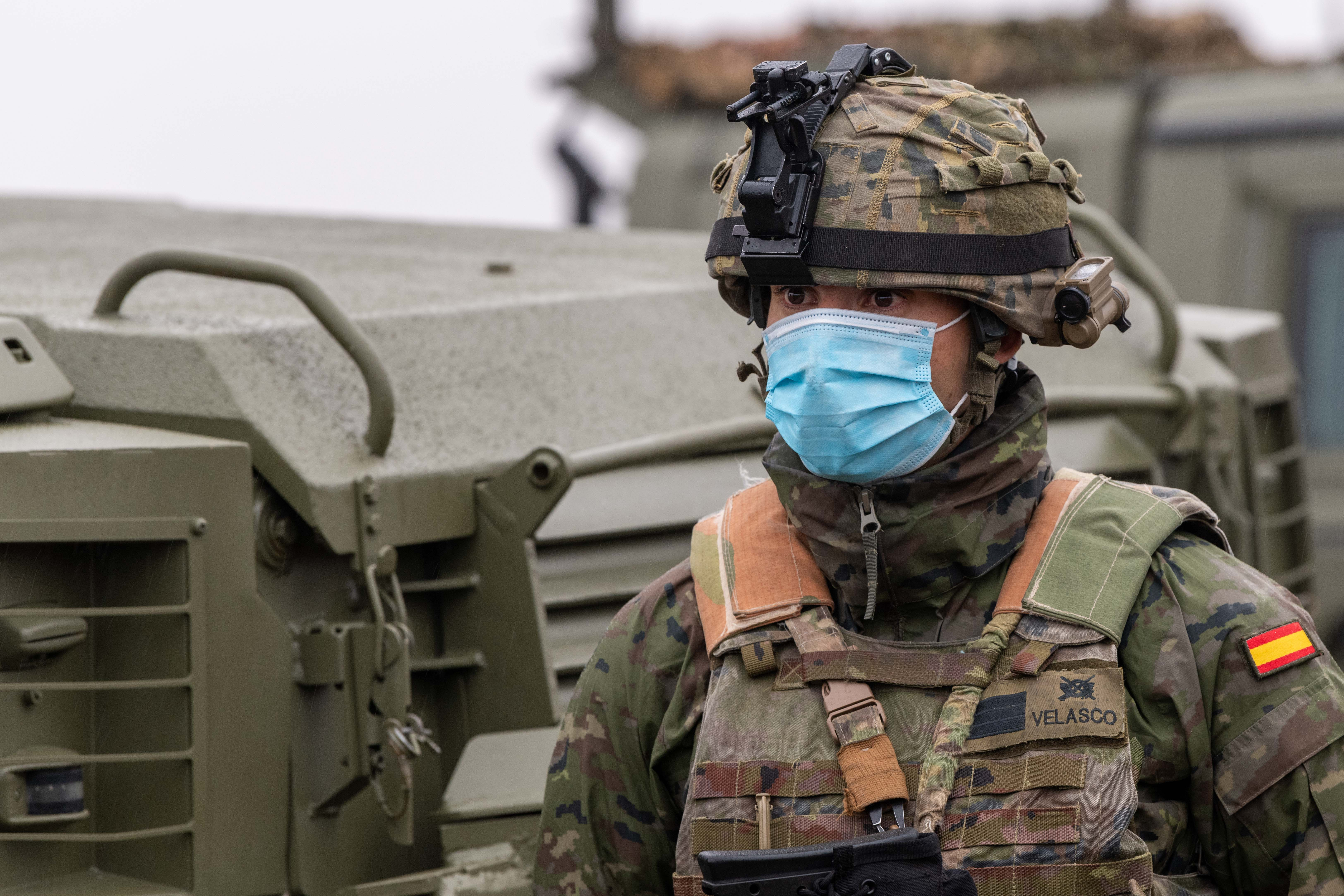
Militar español en unas maniobras de la OTAN (Lituania, 2020), en plena pandemia de COVID-19.

La evolución posterior de España no favoreció la causa del golpismo. ETA siguió atentando ―en 1984 asesinaba al general Guillermo Quintana Lacaci, un militar clave en el fracaso del 23-F― pero la actitud del país frente a los terroristas cambió y «la izquierda se esmeró en arrebatarles las coartadas que les había entregado» ―además, el número de víctimas descendió de forma notable―. El ingreso de España en la Comunidad Económica Europea fortaleció el régimen democrático y la entrada en la OTAN y las misiones de paz de la ONU impulsaron la modernización, la profesionalización y el civilismo de las Fuerzas Armadas, entre otras razones porque puso en contacto a sus miembros con ejércitos democráticos. El cambio generacional también favoreció la desaparición del golpismo. De tal forma que la valoración social de los Ejércitos fue mejorando hasta convertirse en una de las instituciones que recibía una puntuación más alta en las encuestas y sobre la que la población mostraba una mayor confianza. «El golpismo sigue pareciendo un anacronismo felizmente superado desde aquel 23-F», ha escrito Juan Francisco Fuentes en 2020.
El proceso de profesionalización de las Fuerzas Armadas culminó con la desaparición en 2001 del servicio militar obligatorio. La norma fue aprobada por el gobierno del Partido Popular presidido por José María Aznar en un contexto en el que la objeción de conciencia, regulada en el periodo anterior, era cada vez más utilizada por los posibles reclutas, e incluso existía un movimiento más minoritario de insumisión —que implicaba además la negativa al servicio civil sustitutorio—.